# Saut à la perche
Vous lisez un « bon article » labellisé en 2010.

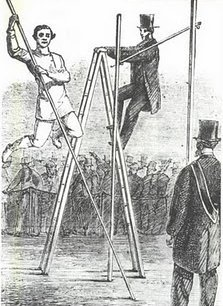
Illustration d'une épreuve de saut à la perche en 1861, en Angleterre.

Le saut à la perche est une épreuve d'athlétisme faisant partie des sauts. Elle consiste, après avoir effectué une course d'élan d'une cinquantaine de mètres, à s'aider d'une perche souple pour franchir sans la faire tomber une barre horizontale placée à plusieurs mètres de hauteur. C'est la huitième épreuve du décathlon.
Le saut à la perche de haut niveau nécessite les quatre qualités de l'athlétisme : la rapidité sur la course d'élan, la force pour appuyer sur la perche, la souplesse pour effectuer les mouvements en l'air et la qualité de pied au moment de l'impulsion.
Pour sauter à la perche, deux techniques existent : la technique russe et la technique française, qui rendent les sauts différents mais qui ont toutes deux fait leurs preuves. Dans ces deux techniques, le choix de la perche est très important. Les perches sont faites en fibre de verre et en fibre de carbone et peuvent se plier, mais cela n'a pas toujours été le cas : lors de l'invention de la discipline dans la Grèce antique et dans d'autres régions du monde, elles étaient en bois et ne pliaient pas.
La spécialité a longtemps été dominée, dans les années 1950 et 1960, par les perchistes américains, notamment Cornelius Warmerdam, Brian Sternberg, Bob Richards ou Bob Seagren. Dans les années 1980, des athlètes européens, parmi lesquels figurent le Français Thierry Vigneron ou les ex-Soviétiques Maksim Tarasov et Rodion Gataullin, confèrent une nouvelle dimension technique au saut à la perche. L'Ukrainien Sergueï Bubka, premier homme à franchir la barre des six mètres et détenteur du record du monde pendant presque 30 ans, est sans conteste le sauteur à la perche le plus emblématique de la discipline. Il établit trente-cinq records du monde du milieu des années 1980 au milieu des années 1990. Dans les années 2010, la discipline est dominée, entre autres, par le Français Renaud Lavillenie, détenteur durant près de six ans du record du monde, et par l'Américain Sam Kendricks, double champion du monde. À partir des années 2020, le saut à la perche est mené par le Suédois Armand « Mondo » Duplantis, détenteur du record du monde masculin avec un saut à 6,29 m le 12 août 2025. Côté féminin, la Russe Yelena Isinbayeva, qui a battu vingt-huit records du monde, sa compatriote Anzhelika Sidorova ainsi que les Américaines Jennifer Suhr et Sandi Morris sont les seules perchistes à avoir passé les 5 mètres.

## Histoire

### Origines

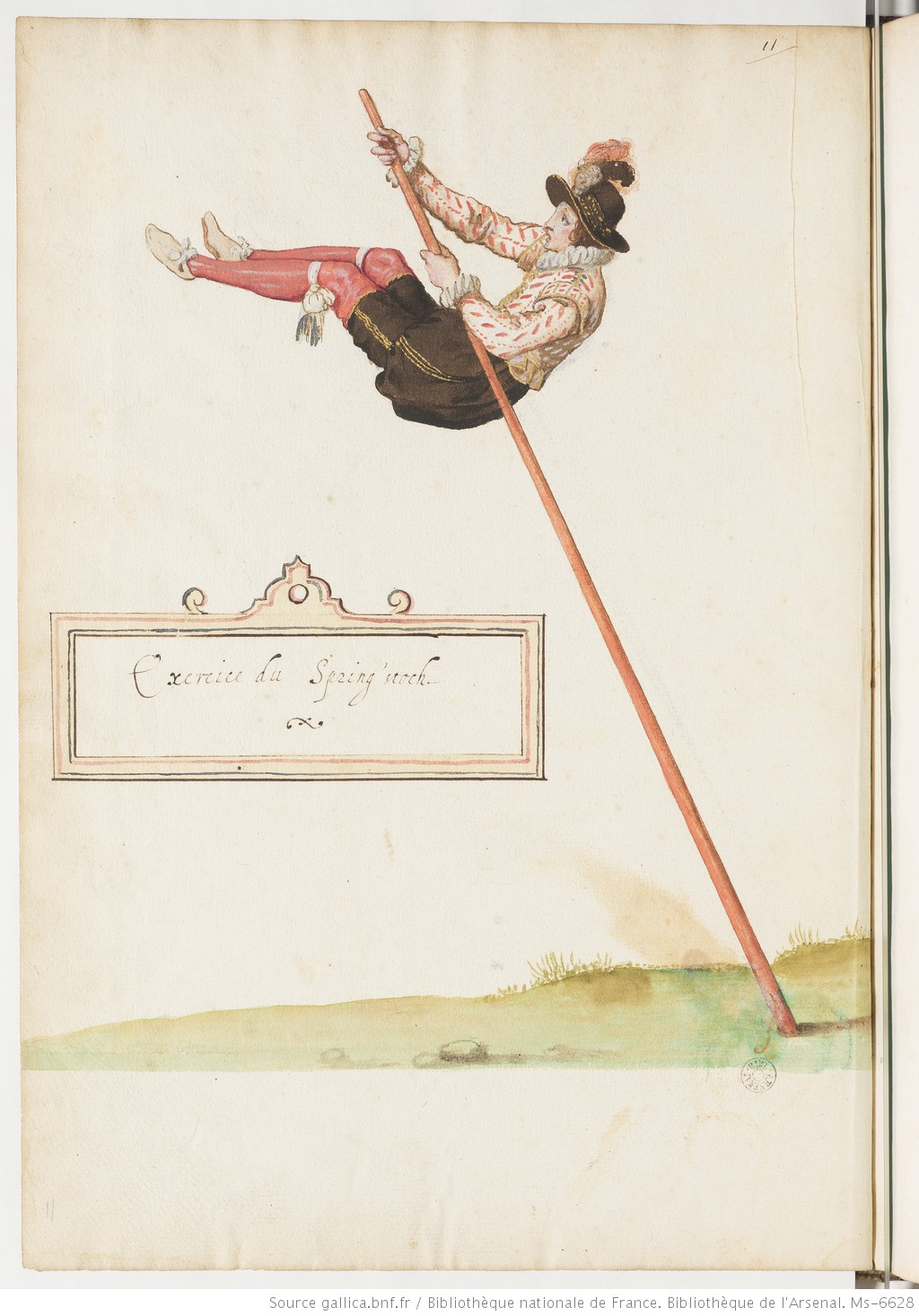
Exercice du spring'stoch (XVIIe siècle).

On trouve trace de la technique dans la Grèce antique, où le saut à la perche est utilisé comme moyen de locomotion pour traverser des ruisseaux, franchir une haie ou échapper à des bêtes sauvages à l'aide de longs morceaux de bois rigides. La mythologie rapporte la légende du roi Pylos de Grèce qui aurait franchi une crevasse à l'aide d'une longue canne pour échapper à un taureau. Vers le IIe siècle de notre ère, des soldats du nord de l'Angleterre et de l'Écosse utilisent de longues lances préparées pour traverser différents obstacles. Le saut à la perche apparaît lors des anciens jeux irlandais des Tailteann Games vers 550 av. J.-C., sous la forme d'un saut en longueur. On rapporte aussi que les Crétois sautaient eux aussi au-dessus de taureaux. Cette pratique est par ailleurs utilisée dans l'Antiquité comme élément militaire pendant les sièges de châteaux ou encore afin de couvrir un maximum de distance en un minimum de temps. Au XVIIIe siècle apparaît aux Pays-Bas le Fierljeppen, jeu consistant à franchir une rivière au moyen d'une longue perche de six à huit mètres.
Cependant, entre le saut à la perche moderne et celui qui consiste à passer par-dessus une rivière, il existe des différences notables. Tout d'abord, la perche étant rigide, l'impulsion ne devait pas être dirigée vers l'avant au risque de briser la perche ; le saut ne devait pas aller très haut, la réception sur le sol n'étant pas facile ; le perchiste devait également appuyer avec son bras supérieur vers le sol pour ne pas casser sa perche.

### Une discipline gymnique

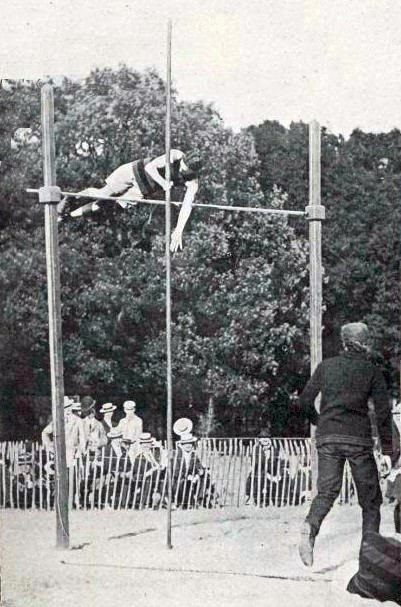
Irving Baxter, champion olympique de saut à la perche en 1900 (3.30 m).

Le saut à la perche n'a pas toujours été un sport où le but était d'aller haut. À l'instar de son ancêtre, lorsque cette discipline fut pratiquée en tant que sport, le but était de faire un saut propre et beau à regarder en passant au-dessus d'une barre située à une faible hauteur. Ainsi, vers 1775 en Allemagne, des éducateurs (dont J. C. F. GutsMuths) intègrent le saut à la perche dans le répertoire des épreuves gymniques mais la discipline reste interdite aux femmes en raison de sa dangerosité. Les meilleurs sauts se situent alors autour des 2,50 mètres. Au milieu du XIXe siècle, des membres du Cricket Club d'Ulverston, dans le Lancashire, mettent en place la première forme de la discipline : le « running pole leaping », littéralement le bond à la perche avec élan. Les perches de l'époque sont alors des mâts extrêmement rigides en frêne, chêne ou merisier ; les premiers adeptes franchissent néanmoins rapidement la hauteur de trois mètres.
La discipline prend son essor en Angleterre et aux États-Unis vers la fin du XIXe siècle : le saut à la perche est intégré au programme des championnats d'Angleterre d'athlétisme en 1866 et les premiers records sont enregistrés dès l'année suivante. L'épreuve fait partie des championnats des États-Unis en 1877, la réception se fait alors dans du sable et les sauteurs retombent debout pour éviter les blessures. Les variantes demeurent différentes des deux côtés de l'Atlantique : au Royaume-Uni, le sauteur est autorisé à effectuer un déplacement des mains à la manière du grimper à la corde. En 1889, l'Amateur Athletic Union édicte l'un des premiers principes importants du saut à la perche moderne : « aucun compétiteur ne doit, pendant le saut, déplacer l'une de ses mains, vers le haut, le long de la perche, quand il quitte le sol ». En 1892, à la Croix-Catelan de Paris, l'épreuve figure pour la première fois au programme des Championnats de France d'athlétisme, le stadiste Maurice Rousseaux s'imposant avec un saut à 2,41 mètres.

### Un sport olympique

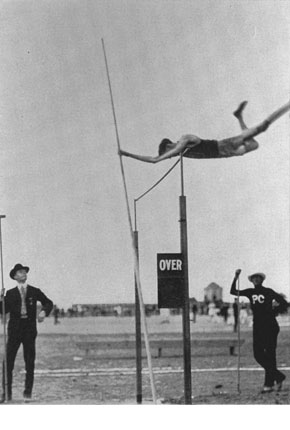
Le concours du saut à la perche aux Jeux olympiques de 1904.

Alors que les compétitions de saut à la perche se multiplient en Europe et aux États-Unis, le baron Pierre de Coubertin décide d'intégrer la discipline aux premiers Jeux olympiques de l'ère moderne, en 1896. L'Américain William Hoyt l'emporte avec un saut à 3,30 mètres. La technique évolue peu à peu, le butoir est créé en 1900 sous la forme d'un trou creusé au sol, puis en encastrant ensuite un boîtier en bois. La réception se fait désormais sur un tapis et les premières perches en bambou, qui apparaissent dès les Jeux olympiques de 1900, sont plus légères et plus flexibles que leurs ancêtres. Les meilleurs spécialistes de l'époque sont l'Américain Norman Dole, ou encore le Français Fernand Gonder, auteur d'un saut de 3,74 mètres et vainqueur des Jeux olympiques intercalaires de 1906. L'Association internationale des fédérations d'athlétisme (IAAF), créée quelques années avant la Première Guerre mondiale, commence à recenser les premiers records de la discipline : ils sont américains et norvégiens, car les meilleurs sauteurs européens ont été tués, blessés ou choqués par la guerre.
L'Américain Marc Wright est le premier homme à franchir la barre des quatre mètres, le 8 juin 1912 à Cambridge (4,02 mètres). Mis à part Charles Hoff et Pentti Nikula, le record du monde de la discipline reste américain jusqu'en 1969. Les meilleurs perchistes se nomment alors Lee Barnes et Sabin Carr, vainqueurs des Jeux olympiques de 1924 et 1928, ou encore Earle Meadows, champion olympique à Berlin en 1936 et auteur d'un record du monde à 4,54 mètres en 1937. L'Américain Cornelius Warmerdam, surnommé « Dutch » en raison de ses origines, considéré comme le premier grand champion du saut à la perche, fait passer le record du monde de 4,60 mètres à 4,77 mètres entre 1940 et 1942 ; cette dernière marque reste inégalée durant près de quinze ans. Il est l'un des derniers utilisateurs de la perche en bambou.

### La révolution matérielle

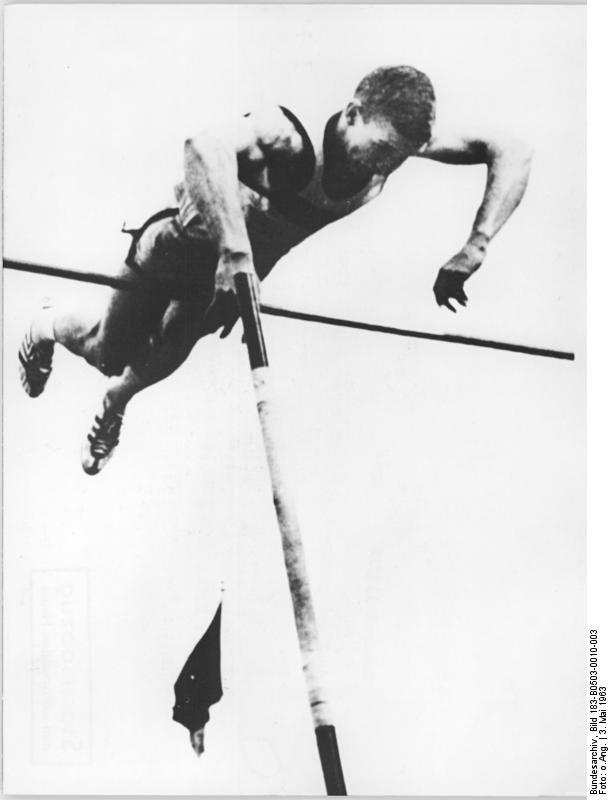
Brian Sternberg est l'un des premiers utilisateurs de la perche en fibre de verre. Il franchit la barre des cinq mètres en 1963.

Alors que les perches en aluminium sont testées en compétition depuis 1943, des engins plus solides, faits notamment en alliage de cuivre et d'aluminium, sont introduits aux États-Unis au début des années 1950, afin de favoriser la flexibilité de la perche. Dans le même temps, les premiers matériaux en fibre de verre sont mis en place mais la plupart des compétiteurs utilisent toujours des perches en aluminium, à l'image de l'Américain Bob Richards, double vainqueur des Jeux olympiques de 1956 et 1960. Les perches en fibre de carbone, développées par la NASA pour son programme spatial, permettent à l'Américain George Davies d'établir un nouveau record du monde avec 4,83 m en 1961 et à son compatriote Brian Sternberg de franchir pour la première fois la barre des cinq mètres à Philadelphie le 27 avril 1963. Avec la montée en hauteur, l'atterrissage sur un tapis en mousse se généralise et est officiel dès 1960.
La « Fiber-glass » se généralise au milieu des années 1960 et connaît une émulation dans les campus universitaires américains. Avec Fred Hansen, champion olympique en 1964, John Pennel fait progresser significativement la discipline en faisant passer le record du monde de 5,05 mètres en 1963 à 5,44 mètres en 1969. Bob Seagren signe quant à lui quatre records du monde et remporte les Jeux olympiques de 1968. Le début des années 1970 marque le retour des perchistes européens : l'Allemand de l'Est Wolfgang Nordwig, vainqueur de trois titres continentaux consécutifs et champion olympique à Munich, porte le record du monde à 5,46 mètres, le Suédois Kjell Isaksson devient, quant à lui, en 1972, le premier athlète à franchir la barre des 5,50 mètres, près de dix ans après Brian Sternberg. Earl Bell (5,67 mètres, 1976) et Dave Roberts (5,70 mètres, 1976) sont les derniers Américains à faire progresser le record du monde du saut à la perche.
La discipline prend alors son essor en Europe avec la rivalité franco-russo-polonaise opposant notamment les perchistes Thierry Vigneron, quintuple recordman du monde, Władysław Kozakiewicz, champion olympique en 1980, ou Vladimir Polyakov, auteur de 5,81 mètres en 1981. Les années 1980 coïncident avec le début de la domination du Soviétique Sergueï Bubka qui devient le 13 juillet 1985 à Paris le premier perchiste à franchir la barre des six mètres. Vainqueur de six Championnats du monde d'athlétisme entre 1983 et 1997, il marque considérablement la discipline en établissant trente-cinq records du monde entre 1984 et 1994 (17 fois en extérieur et 18 fois en salle). Selon son entraîneur, Vitaly Petrov, qui a aussi entraîné Yelena Isinbayeva, Bubka aurait effectué des sauts au-dessus de fils à 6,25 mètres, qui ne furent pas filmés. Parmi les autres perchistes de renom s'illustrant dans les années 1980 et 1990 figurent notamment Maksim Tarasov, Rodion Gataullin, Dmitri Markov, Okkert Brits ou encore Jean Galfione. Aujourd'hui, la perche connaît une densification progressive avec l'apparition ou la réapparition de certains pays au haut niveau mondial, Cuba avec Lázaro Borges, vice-champion du monde en 2011, le Brésil avec Fabiana Murer, championne du monde en 2011 et 2010 en salle, ou la Pologne avec notamment Pawel Wojciechowski, Anna Rogowska et Łukasz Michalski.
Le saut à la perche féminin fait sa première apparition officielle lors des championnats du monde de Séville, en 1999. L'Australienne Emma George et l'Américaine Stacy Dragila font figure de précurseurs dans cette nouvelle discipline. Néanmoins, la Russe Yelena Isinbayeva enchaîne les records du monde et franchit la première la barre des cinq mètres. Elle perd néanmoins sa suprématie en 2009 et laisse le soin à la Polonaise Anna Rogowska ainsi qu'à la Brésilienne Fabiana Murer de s'approprier les titres des championnats du monde. Néanmoins, Isinbayeva revient et reprend cette suprématie début 2012 en signant un record du monde en salle avec 5,01 m réalisés à Stockholm pour le XL Galan alors qu'elle avait changé d'entraîneur pour revenir vers Yevgeniy Trofimov après avoir été entraînée par Vitaly Petrov.
À partir des années 2010, le saut à la perche s'exporte en dehors du stade. Les meetings de rue, Streets Vaults en anglais, ou même parfois de plage, sont de plus en plus nombreux. Si les mêmes règles qu'en grande compétition sont observées, les performances ne sont pas toujours homologuées, notamment en raison de la matière dont est faite la piste ; par exemple, les 5,91 m de Paweł Wojciechowski à Szczecin auraient constitué un record de Pologne si l'IAAF avait homologué la performance. Ces meetings spectaculaires sont appréciés et popularisent la discipline puisqu'il n'est ainsi plus nécessaire de se rendre dans un stade pour voir un concours.

## Étapes d'un saut

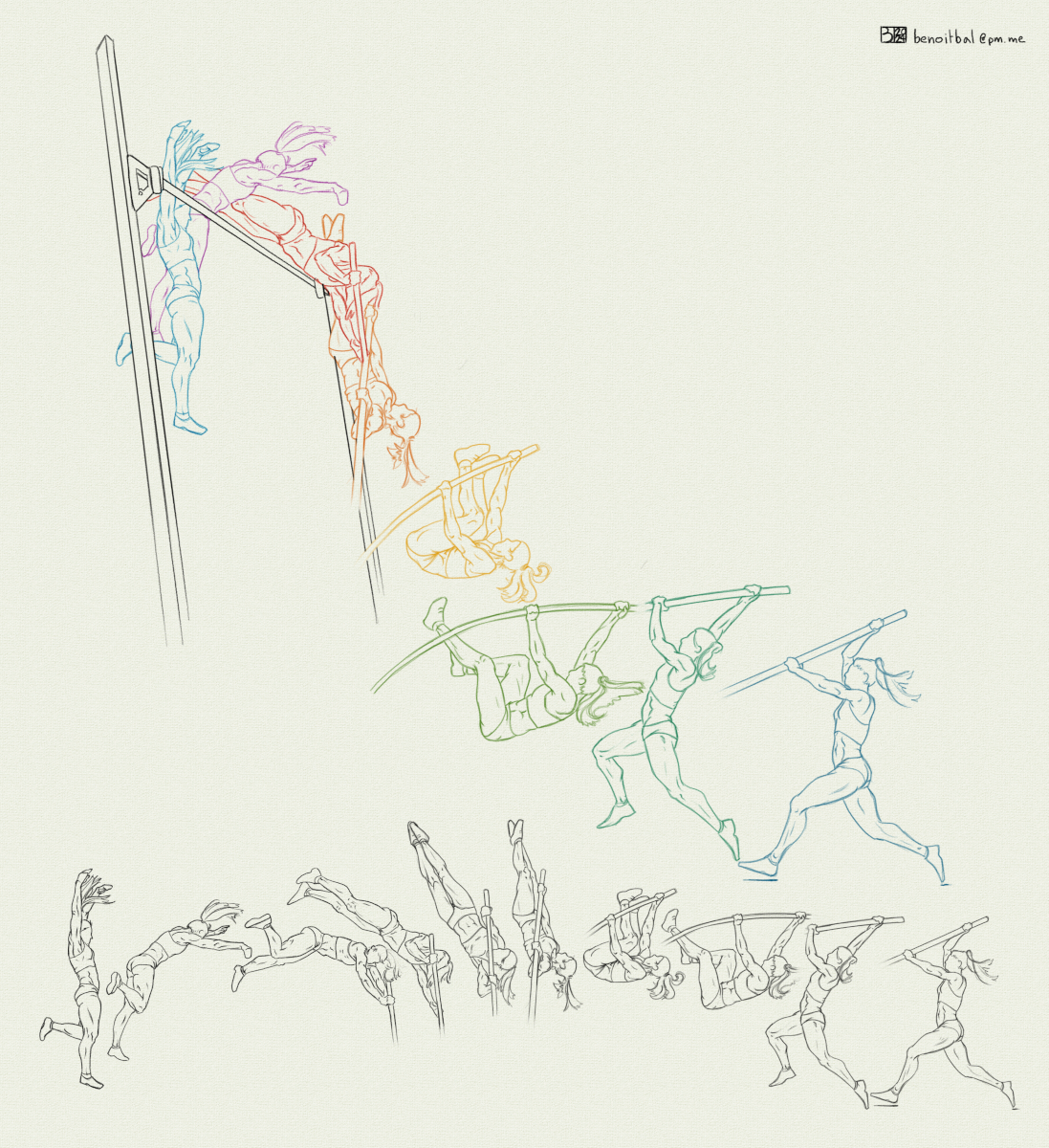
Les étapes du saut à la perche

Chaque athlète a sa technique qui lui est propre en fonction de son gabarit, de sa taille, de sa course et de son mental. Cependant, il existe de nombreux points communs entre ces styles, qui sont les bases du saut à la perche.

### Prises de marques et course d'élan

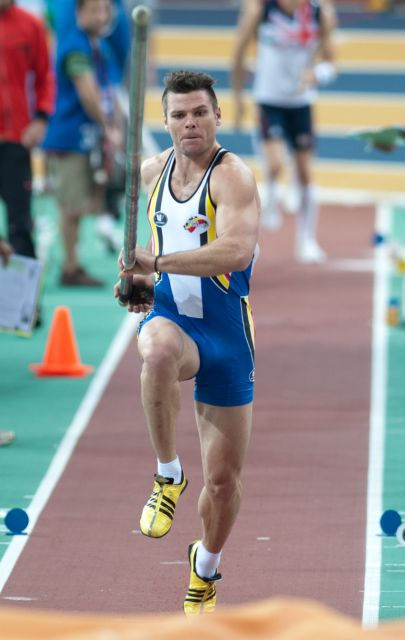
La prise d'élan.

Pour que la perche s'enfonce dans le butoir au moment où le perchiste donne son impulsion, il est nécessaire d'avoir une marque précise, prise en mètres puis en pieds (pointure du sauteur). Il faut également une course d'élan où le sauteur a le temps d'accélérer pour pouvoir transmettre le plus d'énergie possible à la perche. En général, une course d'élan de sauteur professionnel varie de 35 à 45 mètres ; les sauteurs parlent en foulées, de 14 à 20 pour l'élite. Renaud Lavillenie, par exemple, avait effectué vingt foulées d'élan lorsqu'il a franchi 6,01 mètres. Une prise de marque incorrecte peut amener au « refus » : le sauteur s'élance mais voyant qu'il est trop loin, il freine et est obligé de recourir immédiatement sinon l'essai est considéré comme raté.
La course d'élan peut démarrer soit par un départ lancé léger, soit en partant directement de sa marque. La course d'élan débute souvent par un appui solide et grand, le sauteur essaie alors de monter en fréquence. Lors de cette course, la perche, que le sauteur tient à la verticale, doit progressivement s'abaisser pour pouvoir être placée dans le butoir. Une perche de haut niveau masculin prise au bout pèse 20 kilos,, elle gênerait donc le sauteur dans sa course si elle était tenue à horizontale, car elle entraînerait ses épaules vers l'avant, l'empêchant alors de mener une course stable nécessaire à une bonne impulsion. Si le perchiste est mal placé et qu'il ne saute pas, il peut recommencer sa course à la condition de ne pas dépasser la ligne blanche matérialisée sur le tapis et le bout du butoir, perche comprise.
Les perchistes droitiers tiennent la perche à leur droite et inversement.

### Impulsion et flexion de la perche
L'impulsion de la jambe gauche est primordiale dans le saut à la perche : elle influe sur le reste du saut, car il faut qu'elle ait une direction précise qui diffère entre chaque athlète. L'impulsion doit être dirigée vers l'avant et vers le haut : plus un sauteur court vite, plus son impulsion doit se faire vers le haut et plus il est fort, plus il doit la diriger vers l'avant. Un perchiste « équilibré » doit donc courir vite mais être fort dans son action de bras. Il doit également avoir un présenté axé, au risque soit de rater le butoir et de se blesser, soit de passer la barre d'un côté ou de l'autre par rapport au butoir et donc de gaspiller de l'énergie pouvant être utilisée pour aller plus haut. Le mental est également important : un athlète qui ne veut pas impulser correctement, ou qui n'a pas la motivation suffisante, n'appuiera pas assez et ratera son saut ; la détermination est donc primordiale.

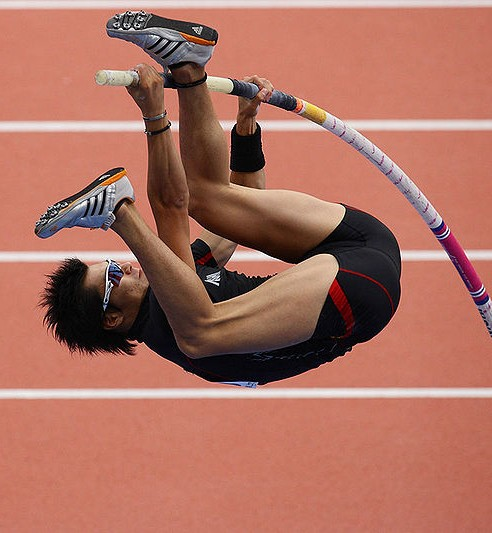
Flexion de la perche.

La flexion de la perche résulte de l'accumulation d'énergie liée à la vitesse horizontale du sauteur et de son impulsion ainsi que de l'angle dans lequel le sauteur est placé. Lorsque la perche renvoie cette énergie (lorsque le sauteur ne lui en donne plus), elle se détend rapidement, catapultant le sauteur si celui-ci est dans une bonne position. En raison des flexions impressionnantes des grands sauteurs, la pensée populaire induit, à tort, qu'un saut réussi passe par une bonne flexion. La perche peut plier pour deux raisons principales : si le sauteur a les épaules vers l'avant, il saute au moment de l'impulsion et il appuie sur sa perche, et dans ce cas, le saut est bon, voire réussi ; la seconde possibilité est une erreur qui peut être dangereuse : si le sauteur met les épaules vers l'arrière, se laisse embarquer par la vitesse de sa course et n'appuie pas, il risque alors d'être projeté vers une direction quelconque, mais plus souvent vers la piste, ce que les sauteurs appellent un « retour piste ». Ce « retour piste » est très dangereux, il peut provoquer fractures du coccyx, des hanches ou des lombaires, entraînant une paralysie des jambes, et c'est pour cette raison que toute perche a un écriteau de rappel du danger collé sur elle.
Lors de la flexion, le bassin du sauteur doit monter légèrement puis monter en ligne droite vers la barre. Il serait logique de penser que la taille du sauteur aide le sauteur à aller plus haut, mais sur quatorze études différentes, seules deux l'ont pointée comme un facteur positif. La rigidité de la perche est une qualité importante du saut : plus une perche est rigide, plus le saut ira haut. Cependant, il faut que le sauteur puisse plier une telle perche ; aidée par la vitesse horizontale accumulée par ce dernier, elle est même un paramètre important du saut.

### Retourné et franchissement de la barre

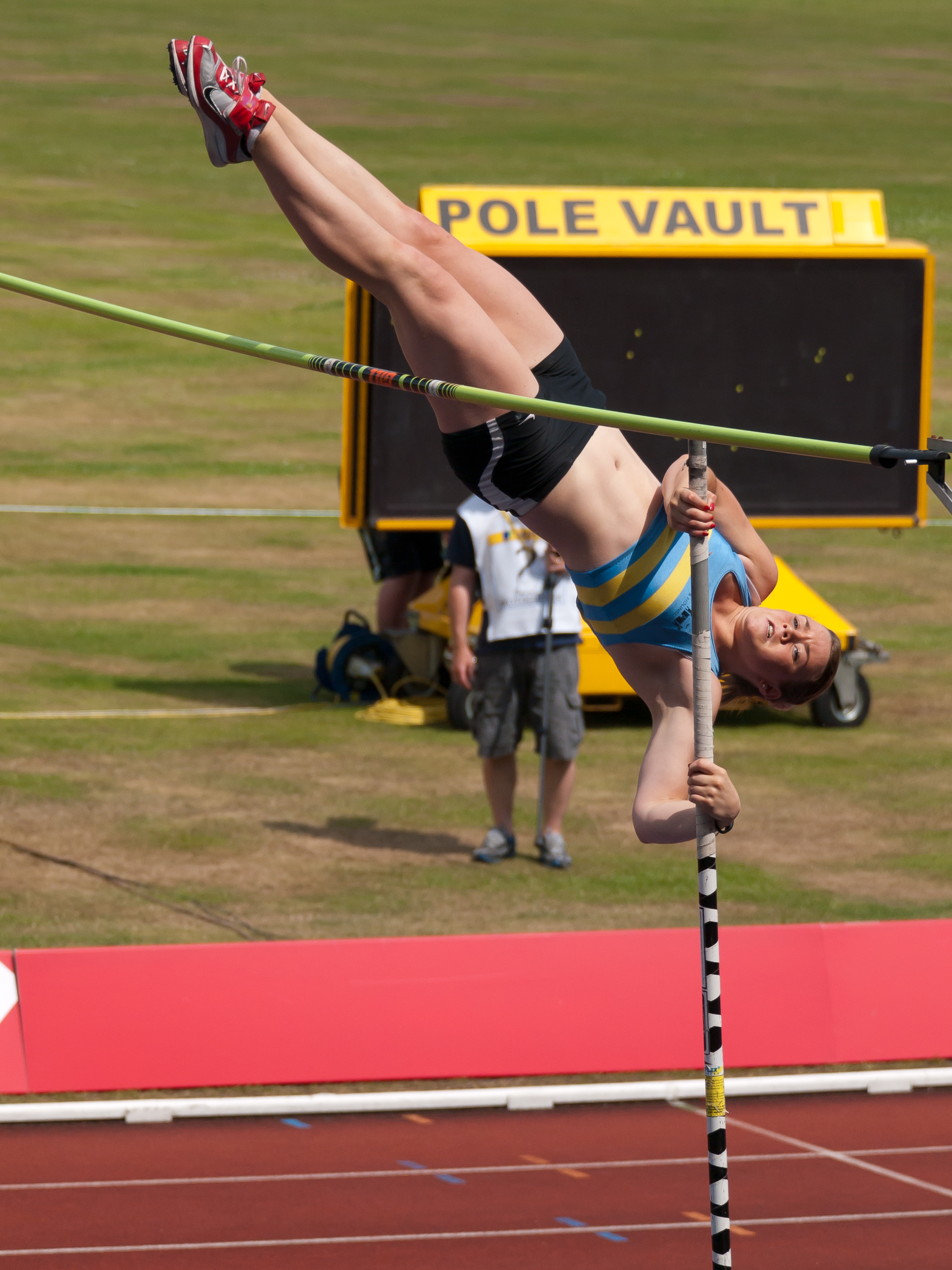
Une perchiste avant « l'enroulé » de la barre.

Une fois en l'air, le perchiste devient un gymnaste et doit rapidement grouper les jambes puis appuyer sur la perche pour se retourner. Ce retourné s'effectue autour de la main supérieure, le perchiste doit mettre en extension son bras. En l'air, il n'a pas de repère et doit utiliser ses sensations pour se placer correctement. Ce placement doit être le meilleur possible car il détermine l'énergie que va renvoyer la perche dans la bonne direction. La gymnastique intervient car seul un sauteur dont les mouvements ne sont pas excessifs peut être correctement « catapulté » par la perche. Malgré son importance, cette phase ne permet pas de gagner en hauteur, elle n'intervient que dans l'utilisation de l'énergie stockée dans la perche. Après avoir été catapulté au-dessus de la barre, le sauteur « l'enroule », ce qui peut lui permettre de passer une barre même s'il était mal placé.
Le retourné est nécessaire au franchissement correct de la barre. Pour « l'enrouler » correctement, le sauteur doit pouvoir apercevoir la barre et doit donc se retourner pour être dans le bon sens. Le renversé est également utile du fait qu'une fois retourné, le sauteur peut continuer l'action de bras entamée lors de la flexion et du renversé, ce qui lui permet de créer le différentiel nécessaire au franchissement de la barre s'il est positif. Combler le différentiel est une action qui peut être effectuée soit par l'action de bras lors du retourné, méthode utilisée principalement dans la technique française ou par la récupération de la vitesse transmise à la perche, méthode utilisée principalement dans la technique russe. Il est possible que le différentiel soit très important, auquel cas les deux méthodes doivent être employées.

## Matériel
Le matériel nécessaire pour pratiquer le saut à la perche est simple. Cependant, comme dans les autres sports, il a évolué pour permettre d'améliorer la performance.

### Choix de la perche

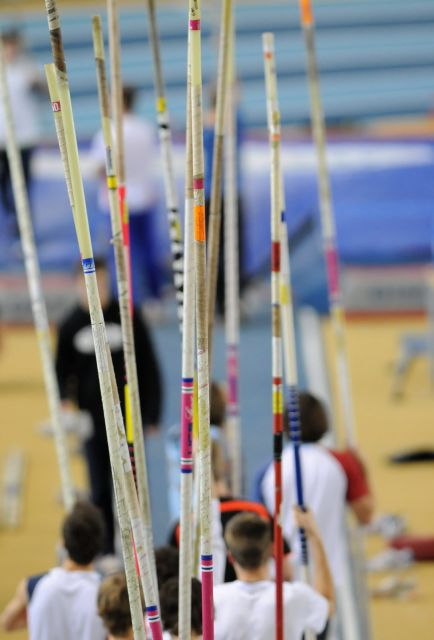
Le choix de la perche s'avère primordial lors d'une compétition.

La perche est une longue canne dont la matière a varié au fil des siècles mais qui est maintenant en fibre de verre et en fibre de carbone. Le bois, l'aluminium et le fer ont été utilisés, cependant les perches faites dans ces matériaux étaient très rigides et ne pliaient que difficilement.
La taille d'une perche varie de trois mètres pour les débutants à près de cinq mètres pour les seniors (la réglementation n'en limite ni la longueur ni la largeur). Sa rigidité dépend de sa taille, de son diamètre et du matériau utilisé mais la flexibilité s'opère en grande partie par le travail de levier effectué par le perchiste au moment du saut. La longueur et la rigidité sont les deux critères qui influent sur le choix d'une perche. Ces deux critères sont parfois notés sur la perche de cette façon : 4,60/77 ; ce qui indique que la perche mesure 4,60 mètres et peut renvoyer jusqu'à 77 kilogrammes.
La perche doit être adaptée au sauteur et à la hauteur à laquelle il veut sauter sinon il risque soit d'avancer trop et de toucher la barre en montant, soit de ne pas assez avancer et de retomber sur la barre en redescendant. Le choix d'une bonne perche influe sur 50 % de la performance.
Le choix de la perche varie en fonction des conditions climatiques. Le vent de côté peut entraîner la perche lors de la course, déséquilibrant le sauteur. Si le vent est de face, le sauteur, qui ira moins vite et donnera moins d'énergie à la perche, doit choisir une perche plus souple ou aller plus vite. Enfin, si le vent est de dos, il peut faire accélérer le sauteur et le gêner dans ses marques : ce dernier se retrouve trop près et ne peut plus transmettre correctement l'énergie à la perche. Dans tous les cas, le vent est un élément gênant et redouté des perchistes.
La pluie rend la perche plus glissante et oblige alors les sauteurs à mettre beaucoup de strap ou de magnésie. Elle peut déconcentrer le sauteur lors de son saut, le gêner dans sa course et peut aussi être à l'origine de mauvais appuis. Le sauteur se retrouve alors trop loin et ne peut sauter correctement. L'orientation du soleil, si ce dernier est de face, peut également gêner le sauteur dans sa course.

### Le tapis et la piste d'élan
Le tapis, la piste d'élan, les poteaux et la barre sont réglementés : les avancées du tapis font deux mètres et le tapis cinq mètres sur cinq mètres. Les poteaux doivent pouvoir reculer de 80 centimètres par rapport à ligne blanche sur le tapis. Anciennement, ils mesuraient six mètres mais l'ascension de Sergueï Bubka a obligé les entreprises à créer de nouveaux poteaux plus hauts de 30 centimètres. La distance entre les montants qui supportent la barre est comprise entre 4,30 mètres et 4,37 mètres. Le butoir fait 20 centimètres de profondeur, à prendre en compte lors de la prise de levier, et un mètre de longueur jusqu'à son fond. Il est recouvert de tôle métallique. La piste utilisée pour la course d'élan n'a pas de limite maximum, mais elle mesure au minimum 40 mètres pour les compétitions internationales. La barre, d'un diamètre compris entre 29 et 31 millimètres, est de section cylindrique, d’une longueur de 4,48 mètres à 4,52 mètres et pèse moins de 2,25 kilogrammes. Les taquets qui la supportent ne doivent porter ni encoche ni rainure et ne doivent pas dépasser de plus de 55 millimètres le plan des montants.

### Les autres accessoires
Certains accessoires ou produits sont nécessaires pour une meilleure prise de la perche ou pour son transport. En effet, le perchiste dont les mains glissent met du « strap » ou applique de la magnésie sur ses mains. Depuis le 1er mai 2011, l'IAAF a durci ses règles et a interdit l'enroulement de trop de strap qui crée un bourrelet évitant aux mains de descendre sous ce bourrelet. L'étui permet le transport des perches en voiture ou en avion. Le transport des perches ne se fait qu'en voiture ou qu'en avion, car elles ne peuvent pas rentrer dans un train. D'autre part, seuls les plus grands avions acceptent les étuis. Renaud Lavillenie, par exemple, est obligé d'avoir des perches à la fois à l'INSEP et chez lui, à Clermont-Ferrand.

## Réglementation du concours

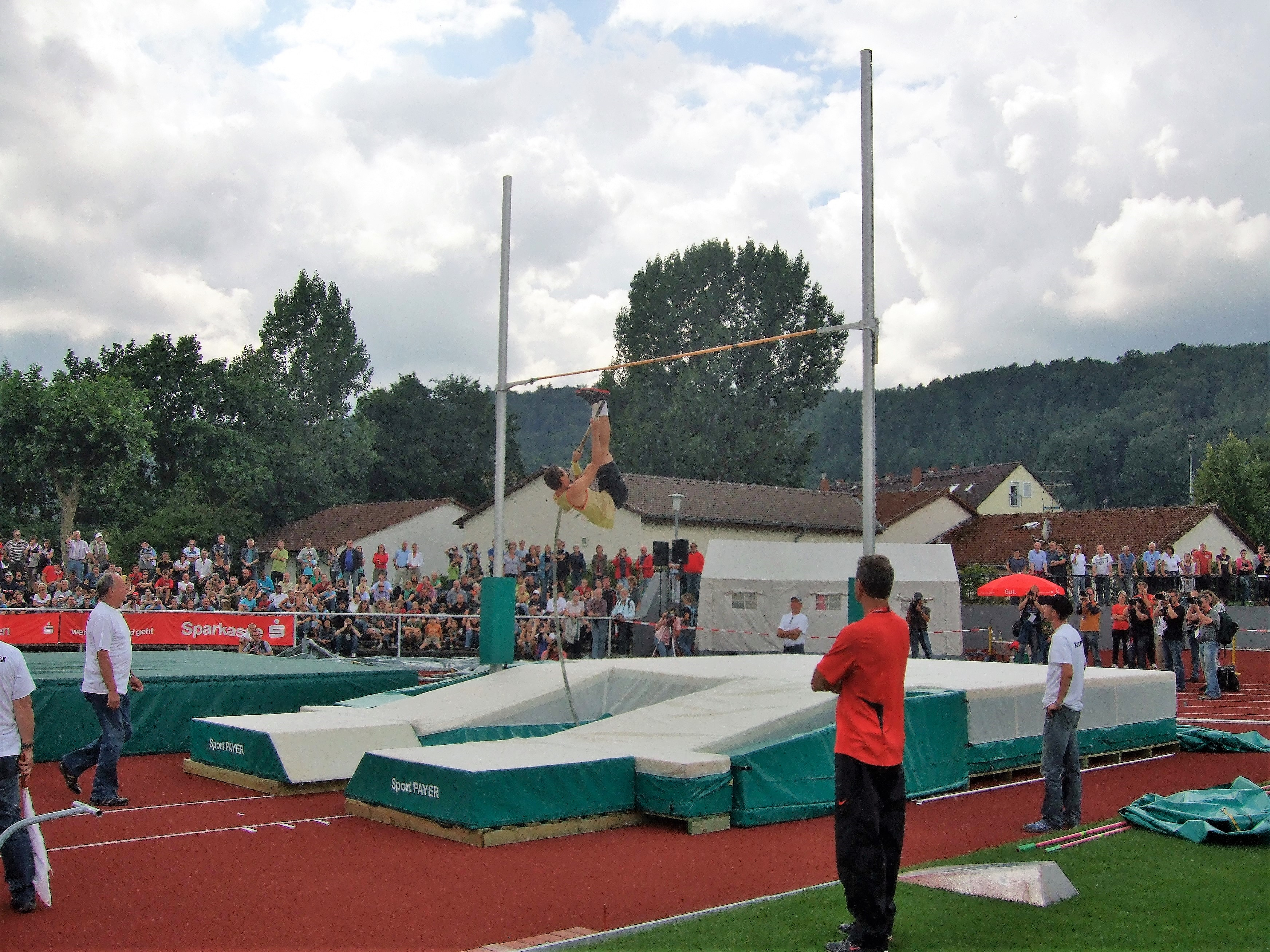
Officiels présents lors d'un saut en compétition.

Un concours de saut à la perche se déroule de la même façon qu'un concours de saut en hauteur : il commence à une hauteur définie variant selon le niveau ; chaque athlète commence à la hauteur voulue pourvu qu'elle soit supérieure ou égale à la hauteur définie précédemment. Chaque sauteur a trois essais par hauteur et, s'il la franchit, en obtient trois nouveaux pour la hauteur suivante, sinon il est éliminé et sa performance est la dernière hauteur franchie. La barre monte de cinq centimètres en cinq centimètres ou de dix centimètres en dix centimètres et ne peut pas redescendre. Un concurrent peut faire l'impasse sur une hauteur à n'importe quel essai pour se reposer ou pour une raison stratégique, mais il n'a droit qu'à deux échecs successifs. Par exemple s'il fait l'impasse après son second essai, il ne lui en reste plus qu'un à la hauteur suivante. Une autre règle définie depuis 1889 impose au sauteur de ne pas changer la position de ses mains sur sa perche pendant le saut, lui interdisant de monter à son sommet comme il le ferait avec une corde.
Les concurrents sont classés selon la hauteur de la dernière barre franchie. En cas d'égalité, ils sont départagés en premier lieu par le nombre d'essais à cette hauteur, en second lieu par le nombre total d'échecs durant le concours. Les ex æquo subsistants peuvent être départagés par un barrage s'il s'agit de la première place. On procède alors à un barrage selon le procédé suivant : les concurrents ont droit à un essai par barre, en commençant par celle suivant la dernière hauteur franchie ; si tous échouent, on la baisse de 5 cm (seul cas où elle peut descendre), si plusieurs réussissent on la monte de 5 cm, et ce jusqu'à ce qu'un seul concurrent franchisse une barre. Si le barrage n'a pas lieu, soit par décision avant la compétition, soit par décision du juge-arbitre, soit par décision des athlètes de plus sauter avant ou pendant le barrage, l'égalité pour la première place reste.
Le sauteur a une minute pour s'élancer, deux minutes s'il ne reste que deux ou trois athlètes dans le concours, et cinq minutes s'il est le dernier concurrent en lice. Si le sauteur interrompt sa course d'élan et ne franchit pas la ligne blanche ni le bout du butoir, il peut tenter une nouvelle course d'élan, sans bénéficier de temps supplémentaire et doit s'élancer avant le temps imparti. La ligne blanche du tapis correspond au bout du butoir et au niveau zéro des poteaux. C'est sur cette ligne qu'est mesurée la hauteur de la barre.
Les concours sont arbitrés par des officiels qualifiés. L'essai est manqué si l'athlète a un contact au-delà de la ligne d'appel sans avoir sauté. L'essai n'est valide que si la barre repose toujours sur les taquets à l'issue du saut. Il est également interdit au sauteur de toucher la barre avec les mains. L'un des sauts de Jean Galfione lors des JO d'Atlanta a été invalidé pour cette raison Si l'essai est validé, le juge lève un drapeau blanc. Si l'essai est raté ou que le temps imparti est écoulé, le juge lève un drapeau rouge. Dans ce dernier cas, un drapeau jaune a auparavant été levé lorsqu'il ne restait que quinze secondes. En 2001, la longueur des taquets a été réduite de 7 à 5 centimètres, rendant le franchissement de la barre plus délicat.

### Perches
Le règlement ne limite ni la longueur, ni la largeur, ni les matériaux de la perche, mais elle doit être lisse. On peut l'enrouler de ruban adhésif, mais il doit être uniforme et ne pas former de bourrelet.

## Technique de saut
Chaque sauteur a une technique qui lui est propre et qui s'appuie sur ses points forts. Un athlète qui court lentement peut compenser par sa force et son mental et inversement. De plus, le saut à la perche étant l'une des épreuves de l'athlétisme les plus étudiées, chaque athlète peut se retrouver dans l'un des styles des autres perchistes.

### Technique russe et technique française

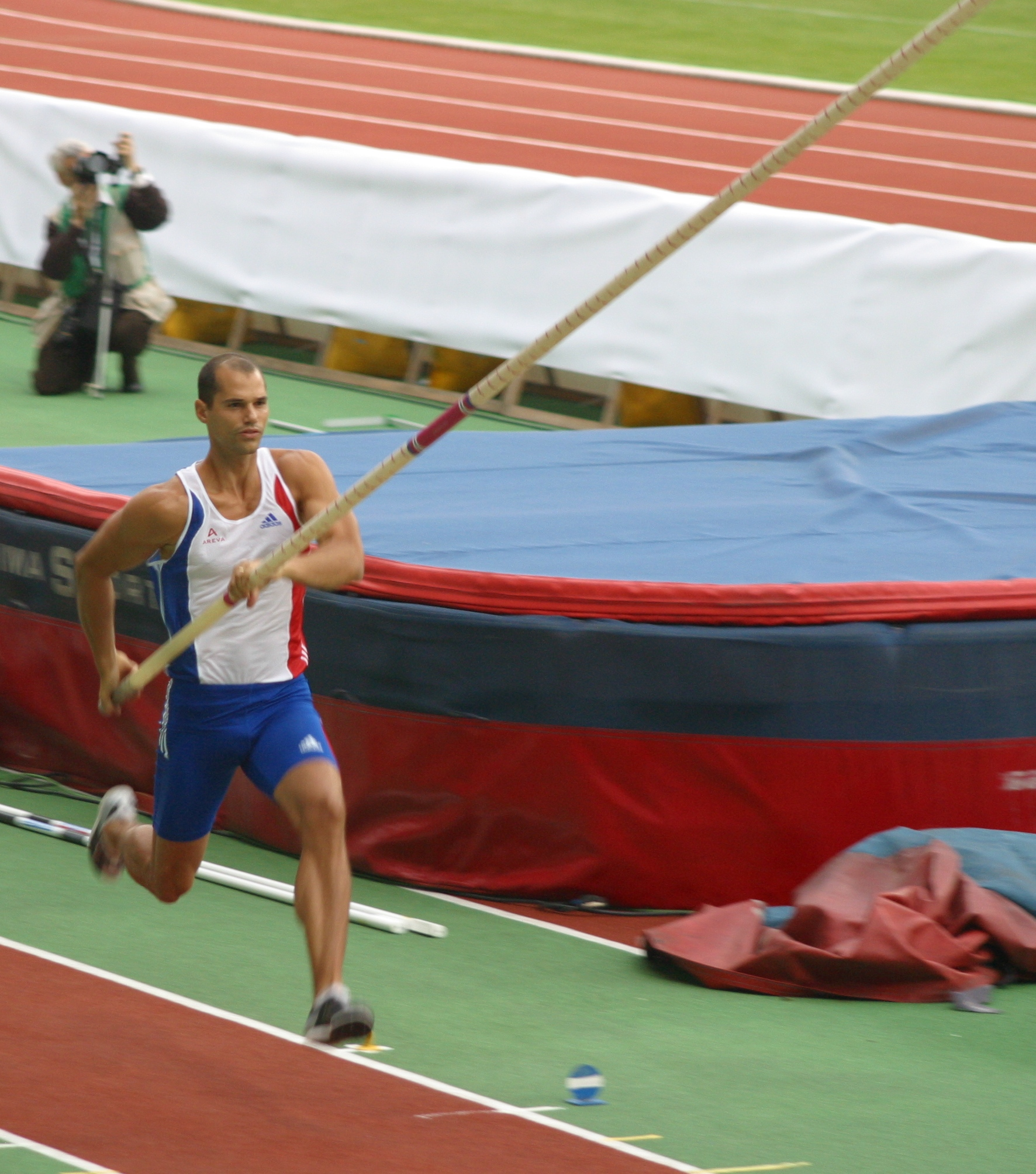
Romain Mesnil avant un saut.

Il existe différentes écoles de saut à la perche qu'un œil avisé peut reconnaître. La différence primordiale est celle de l'intention : le sauteur qui pratique la technique française aura tendance à attaquer son saut alors que celui qui pratique la technique russe voudra se placer dans la continuité de son saut. La technique russe et la technique française ont des variantes en fonction de la morphologie du sauteur. Ces deux techniques ont été promues dans leurs pays respectifs, ceux-ci étant en général des bons pays dans la discipline, et ont été nommées par leur origine. Un exemple de technique à la française est le perchiste Romain Mesnil, celui de la technique russe est le « tsar » Sergueï Bubka, longtemps recordman du monde (en plein air) avec 6,14 mètres.

#### La technique russe

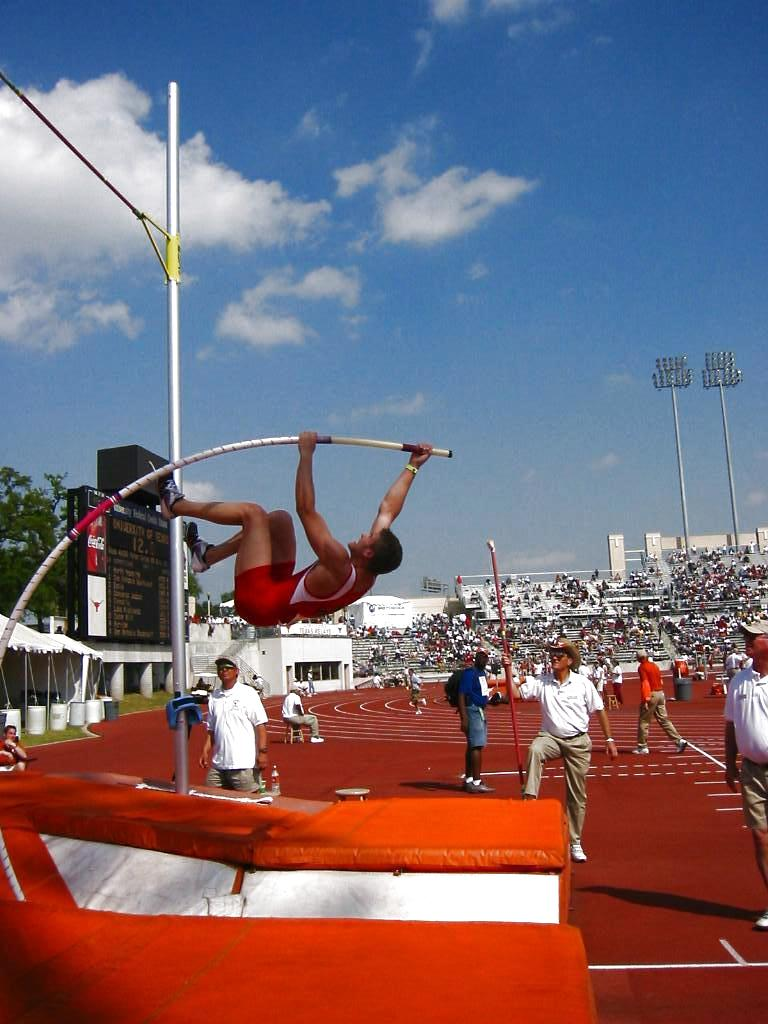
Une flexion avec la technique russe.

La technique russe, illustrée par Sergueï Bubka, Yelena Isinbayeva et Steven Hooker, consiste à se laisser porter par la vitesse afin de se placer sous la perche ; à ce moment, le bras gauche subit plus qu'il n'agit par une rétropulsion. De plus, le retourné, dans cette technique, n'est effectué que parce que le bassin va plus vite que les épaules. Sergueï Bubka maîtrisait cette technique ; en effet, il courait le 100 m en seulement 10 s 60. Cette technique ne nécessite pas une très grosse perche, ce qui explique que Bubka n'avait besoin que d'une perche de 5,20 mètres au maximum. L'impulsion diffère aussi : Vitaly Petrov, l'entraîneur de Sergueï Bubka, dit qu'une bonne impulsion s'écoute et ne se regarde pas ; il faut qu'elle soit légèrement en arrière et la perche ne doit toucher le butoir qu'une fois le sauteur en l'air. La technique russe prône d'abord une fluidité dans le mouvement et une conservation d'énergie lors du décollage en mettant en tension la chaîne postérieure.

#### La technique française
La technique française, style répandu en France, adoptée par exemple par Georges Martin, l'entraîneur de Romain Mesnil et de Damiel Dossevi, est caractéristique : le bras gauche est très important car il appuie sur la perche pour lui donner un supplément d'énergie pendant le saut. L'impulsion se fait légèrement vers l'avant. Lors de la flexion, le perchiste est donc acteur du saut, il appuie vers l'avant avec son bras pour faire avancer la perche, puis vers le sol pour élever son bassin et se retourner. Cette technique nécessite une perche plus dure qui supporte plus d'énergie et une flexion supérieure à celle de la technique russe, donc nécessairement plus lourde.

### Les erreurs lors du saut
Le saut à la perche est un sport où le saut parfait n'existe pas : personne ne peut doser exactement la quantité d'énergie optimale qui lui permet d'être renvoyé parfaitement par la perche, ni avoir l'angle exact de placement. Les erreurs les plus communes sont différentes en fonction des deux techniques. Cependant, certaines sont communes, comme le fait de mettre les épaules en arrière, de se laisser placer par la perche dans la flexion, de vouloir charger la perche vers le haut ou vers l'avant. Ces erreurs sont très dangereuses et peuvent conduire à tous types de blessures, dues à une mauvaise réception en dehors du tapis ou par la perche, les cas les plus sérieux sont des traumatismes crâniens, la paralysie ou même la mort,. D'autres, moins graves, conduisent vers l'échec, comme une vitesse trop faible ou trop forte, une course en fréquence ou une course avec de grandes foulées sans fréquence, l'absence de retourné, un piqué trop approximatif ou un saut du mauvais côté de la perche. Certaines erreurs n'ont parfois aucune conséquence mais pourraient en avoir, telles un saut désaxé, une impulsion mal dosée, trop vers l'avant ou trop vers l'arrière. Pour assurer la sécurité du saut l'important est de toujours tenir fermement la perche des deux mains jusqu'au franchissement de la barre. En effet c'est seulement de cette façon qu'il est possible de contrôler le « retour-piste » ou une réception sur les pieds en dehors du tapis.

## Le saut à la perche chez les femmes et les enfants

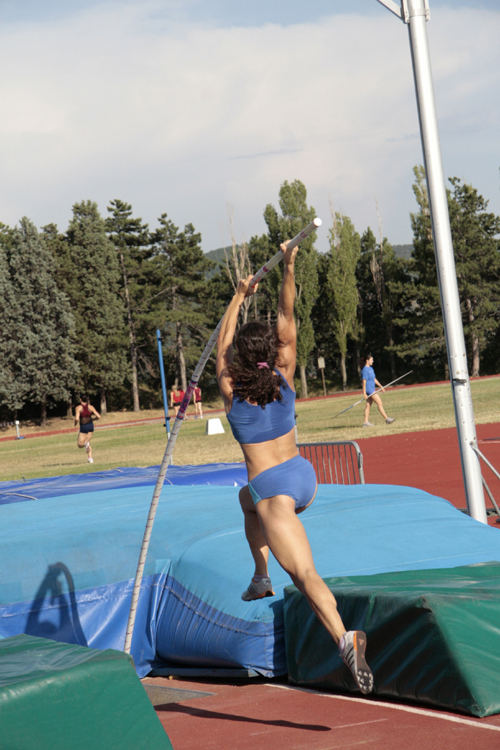
Une femme perchiste.

### Le saut à la perche junior
Le saut à la perche, pour être pratiqué à haut niveau, nécessite de bonnes qualités athlétiques ; cependant, c'est avant tout une technique, qui peut être apprise à partir de 14 ans. Les enfants sont souvent initiés à ce sport dans les clubs ; le triple sauteur Teddy Tamgho a par exemple pratiqué la discipline dans son club. D’après Georges Martin, les meilleurs jeunes peuvent atteindre les 5 mètres dès la catégorie junior, s'ils sautent avec la technique française, les bases techniques de cette méthode permettant d'aller plus haut qu'avec la technique russe. Une bonne pratique du saut à la perche nécessite une longue préparation gestuelle ; et l'apprentissage tardif n'est pas une bonne solution si le talent inné de l'athlète est faible.

### Le saut à la perche féminin
Le saut à la perche féminin est porté sous les feux des médias depuis les années 1990. Les femmes ont été au début écartées de cette épreuve à cause de sa difficulté physique, mais elles ont rattrapé leur retard. Le saut à la perche féminin est inscrit aux Jeux olympiques d'été depuis 2000. Romain Mesnil pense que les femmes peuvent espérer sauter 5,30 mètres et cet avis est partagé par plusieurs autres spécialistes du saut à la perche, tels Vitaly Petrov. L'évolution technique est très rapide et l'homologation des premiers records a attiré l'attention sur le saut à la perche féminin. Selon Vitaly Petrov, il existe actuellement des différences techniques mais ces dernières devraient s'estomper au fil du temps et les filles rattraper leur retard technique. Cependant, les sauts féminins n'iront jamais aussi haut que ceux des hommes de par les différences morphologiques avec ces derniers qui empêchent les femmes d'être aussi fortes que les hommes et de courir aussi vite qu'eux. Les femmes compensent ce manque par une moindre dépense d'énergie et en étant plus précises et plus rapides dans leurs mouvements. Les points forts des femmes sont les mêmes que ceux des hommes selon Petrov : la vitesse, la coordination, la souplesse et une force particulière. Selon Petrov toujours, les femmes ont plus de chances de se blesser que les hommes, cependant ce point de vue n'est pas partagé par tous ; Czigon défend le fait que les femmes et les hommes ont les mêmes types de blessures.

## Blessures et dopage
Le perchiste peut être soumis à différents types de blessures. Les plus courantes sont liées à une faute lors du saut et sont les mêmes que celles des autres sauts : tendinite, crampes, entorse du poignet ou de la cheville, contracture, élongation musculaire, déchirement musculaire ou plus rarement fracture, rupture musculaire, traumatismes divers. L'action de courir régulièrement avec une perche, peut entraîner des tassements ou des problèmes de pieds. Certaines blessures sont impressionnantes comme celle d'Alain Andji, qui s'est troué la cuisse gauche avec sa perche. En saut à la perche, les situations dangereuses ne manquent pas avec par exemple une perche qui casse, un choc violent au décollage ou une réception mal assurée.
En 2008, Giuseppe Gibilisco est soupçonné de dopage à la suite de l'arrestation de son médecin impliqué dans l'affaire « Oil for Drugs » concernant le cyclisme. Il est néanmoins blanchi par le Tribunal arbitral du sport. Le Brésilien Thiago Braz, champion olympique à Rio en 2016, est suspendu seize mois après un contrôle positif réalisé lors d'un meeting en 2023. Chez les femmes, la sud-coréenne Lim Eun-ji, laquelle détient le record national avec 4,35 m, est suspendue trois mois.

## Vocabulaire
(août 2024).
Si vous disposez d'ouvrages ou d'articles de référence ou si vous connaissez des sites web de qualité traitant du thème abordé ici, merci de compléter l'article en donnant les références utiles à sa vérifiabilité et en les liant à la section « Notes et références ».

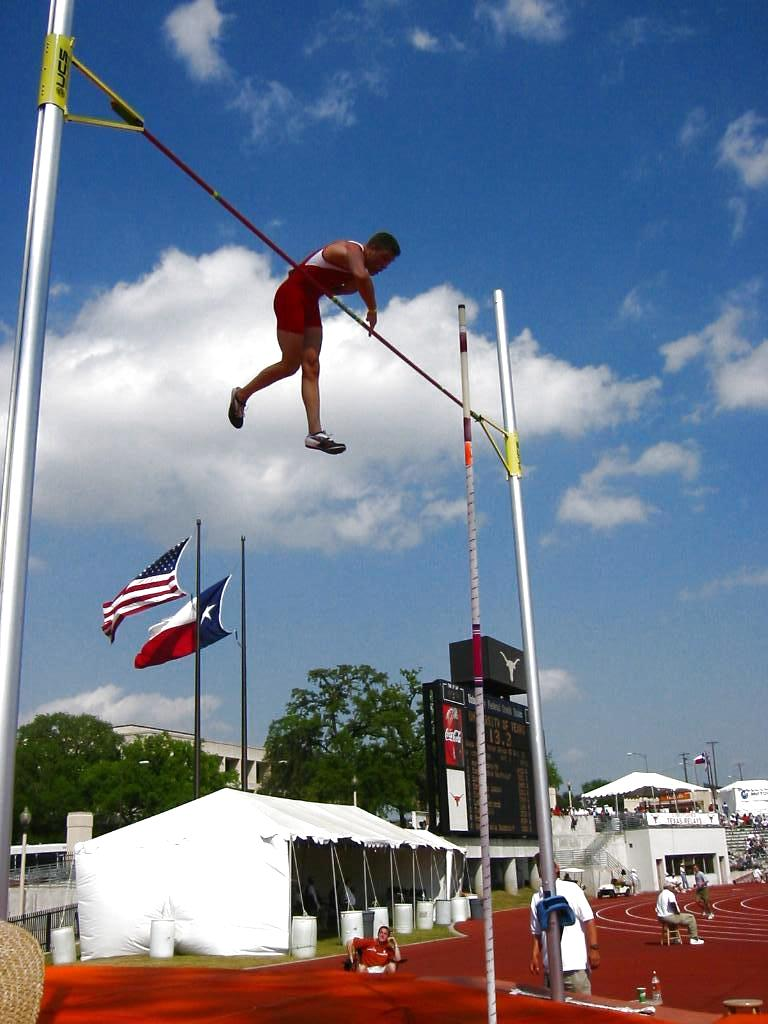
Un perchiste juste après avoir « enroulé la barre ».

Voici une liste de termes ou expressions spécifiques relatifs au saut à la perche :
- barre : barre transversale aux poteaux que les perchistes doivent franchir ;
- butoir (ou bac d'appel) : trou aux parois métallisées dans lequel la perche doit rentrer ;
- enrouler la barre : expression utilisée pour définir le moment où le sauteur esquive la barre ;
- flexion : moment où la perche plie ;
- groupé : moment où le sauteur replie ses jambes pour préparer le renversé ;
- levier : longueur entre le bouchon de la perche et la main supérieure du perchiste, plus il est important, plus la perche pliera facilement ;
- mettre du bras : expression qui signifie appuyer sur la perche ;
- perche : grande canne faite de fibre de verre et de fibre de carbone ;
- piqué : action qu'effectue le sauteur lorsqu'il place sa perche dans le butoir ;
- présenté : action qu'effectue le sauteur et qui consiste à faire descendre le bouchon de la perche en dessous de son bassin pour le planter plus facilement dans le butoir ;
- refus : expression utilisée pour qualifier une course où le sauteur s'élance, freine puis ne saute pas ou traverse le tapis en courant ;
- renversé : action qu'effectue le sauteur pour faire monter son bassin au-dessus de ses épaules ;
- retourné : action qu'effectue le perchiste lorsque la perche le renvoie pour pouvoir continuer son action de bras et enrouler correctement la barre ;
- retour piste : expression utilisée pour qualifier un saut où le sauteur est renvoyé sur la piste après la flexion ;
- strap : ruban adhésif enroulé autour de la perche pour que les mains du perchiste ne glissent pas pendant le saut.

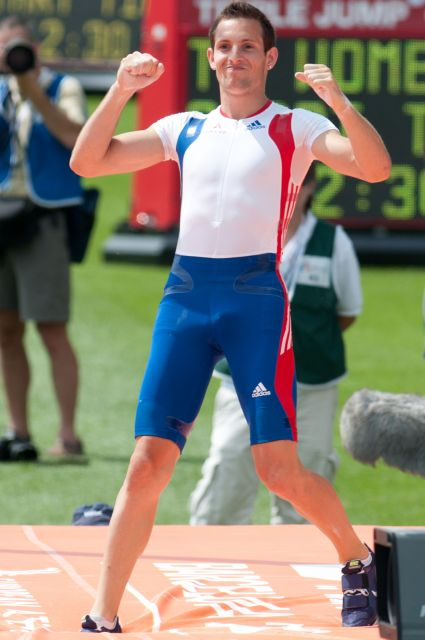
Le Français Renaud Lavillenie, détenteur du record du monde entre 2014 et 2020.

## Records

### Records du monde
Le record du monde masculin est actuellement détenu par Armand Duplantis avec 6,29 mètres. Le record du monde féminin est la propriété de la Russe Yelena Isinbayeva en extérieur avec 5,06 mètres et de l'Américaine Jennifer Suhr en salle avec 5,02 mètres.
Les premiers records du monde masculins ont été enregistrés en 1912, date de la création de l'IAAF. La conquête de la hauteur a été longue, le premier homme à cinq mètres étant Brian Sternberg, en 1963, soit près de cinquante-et-un ans après la barre des quatre mètres réalisée par Marc Wright. Les nouveaux matériaux ont fait progresser la discipline très rapidement ; Sergueï Bubka franchit six mètres en 1985, vingt-deux ans après la performance de Sternberg. L'IAAF a mis plus longtemps à reconnaître les premiers records du monde en salle masculins, et c'est seulement avec l'ascension de Sergueï Bubka que les premiers seront recensés (5,97 mètres en 1987). Les records du monde féminins sont homologués pour la première fois en 1992 pour les compétitions en plein air (4,05 mètres par la Chinoise Sun Caiyun), et en 1994 pour les compétitions indoor (4,08 mètres par l'Allemande Nicole Rieger).
| Records                   | Genre  | Performance | Athlète           | Date            | Lieu             |
| ------------------------- | ------ | ----------- | ----------------- | --------------- | ---------------- |
| Records du monde          | Hommes | 6,29 m      | Armand Duplantis  | 12 août 2025    | Budapest         |
| Records du monde          | Femmes | 5,06 m      | Yelena Isinbayeva | 28 août 2009    | Zurich           |
| Records du monde en salle | Hommes | 6,27 m      | Armand Duplantis  | 28 février 2025 | Clermont-Ferrand |
| Records du monde en salle | Femmes | 5,02 m      | Jennifer Suhr     | 2 mars 2013     | Albuquerque      |

### Records des compétitions mondiales

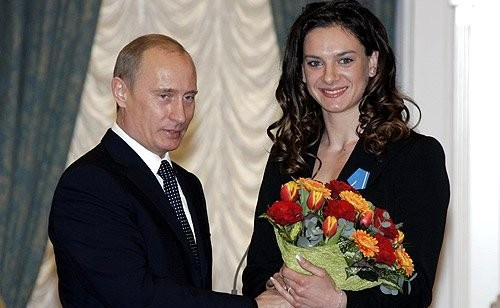
Yelena Isinbayeva, ici le 23 mars 2003, a détenu la totalité des records des grandes compétitions mondiales entre 2005 et 2016 (JO, championnats du monde, championnats du monde en salle).

| Compétition                    | Athlète          | Pays  | Marque | Date            | Lieu           |
| ------------------------------ | ---------------- | ----- | ------ | --------------- | -------------- |
| Jeux olympiques                | Armand Duplantis | Suède | 6,25 m | 5 août 2024     | Paris, XXXIIIe |
| Championnats du monde          | Armand Duplantis | Suède | 6,21 m | 24 juillet 2022 | Eugene, 18es   |
| Championnats du monde en salle | Armand Duplantis | Suède | 6,20 m | 20 mars 2022    | Belgrade, 18es |

| Compétition                    | Athlète           | Pays       | Marque | Date         | Lieu           |
| ------------------------------ | ----------------- | ---------- | ------ | ------------ | -------------- |
| Jeux olympiques                | Yelena Isinbayeva | Russie     | 5,05 m | 18 août 2008 | Pékin, XXIXe   |
| Championnats du monde          | Yelena Isinbayeva | Russie     | 5,01 m | 3 août 2005  | Helsinki, 10es |
| Championnats du monde en salle | Jennifer Suhr     | États-Unis | 4,90 m | 17 mars 2016 | Portland, 16es |

### Records continentaux
| Records          | Marque     | Athlète              | Pays           | Lieu           | Date           |
| ---------------- | ---------- | -------------------- | -------------- | -------------- | -------------- |
| Afrique          | 6,03 m     | Okkert Brits         | Afrique du Sud | Cologne        | 18 août 1995   |
| Asie             | 6,00 m     | Ernest John Obiena   | Philippines    | Budapest       | 26 août 2023   |
| Europe           | 6,29 m     | Armand Duplantis     | Suède          | Budapest       | 12 août 2025   |
| Amérique du Nord | 6,07 m     | KC Lightfoot         | États-Unis     | Nashville      | 2 juin 2023    |
| Amérique du Sud  | 6,03 m     | Thiago Braz da Silva | Brésil         | Rio de Janeiro | 15 août 2016   |
| Océanie          | 6,06 m (i) | Steven Hooker        | Australie      | Boston         | 7 février 2009 |

| Records              | Marque     | Athlète           | Pays             | Lieu                  | Date            |
| -------------------- | ---------- | ----------------- | ---------------- | --------------------- | --------------- |
| Afrique              | 4,42 m     | Elmarie Gerryts   | Afrique du Sud   | Wesel                 | 12 juin 2000    |
| Asie                 | 4,72 m     | Li Ling           | Chine            | Shanghai              | 18 mai 2019     |
| Europe (Progression) | 5,06 m     | Yelena Isinbayeva | Russie           | Zurich                | 28 août 2009    |
| Amérique du Nord     | 5,03 m (i) | Jennifer Suhr     | États-Unis       | New York              | 30 janvier 2016 |
| Amérique du Sud      | 4,87 m     | Fabiana Murer     | Brésil           | São Bernardo do Campo | 3 juillet 2016  |
| Océanie              | 4,94 m     | Eliza McCartney   | Nouvelle-Zélande | Jockgrim              | 17 juillet 2018 |

### Barre des six mètres

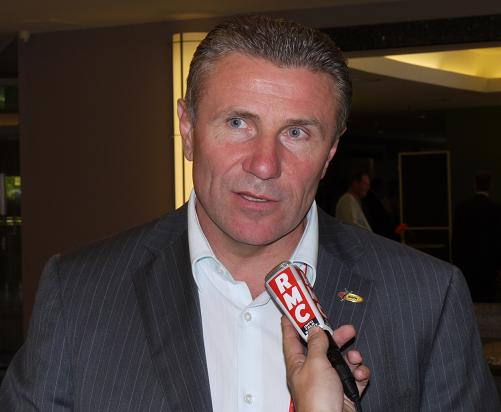
Sergueï Bubka, le deuxième perchiste ayant franchi le plus souvent la barre des six mètres.

Le 28 août 1983, à Cologne, Pierre Quinon après avoir battu le record du monde avec 5,82 m est le premier perchiste à demander la hauteur de six mètres en compétition officielle, mais il échoue à ses trois tentatives.
Sergueï Bubka est le premier perchiste à franchir cette barre symbolique, à Paris, le 13 juillet 1985. Rodion Gataullin est le premier à réussir cet exploit en salle, à Leningrad, le 22 janvier 1989.
À ce jour (en 2024), seuls onze perchistes ont réussi à passer la barre des six mètres à la fois en plein air et en salle. Ils sont douze perchistes si on comptabilise le saut à 6,00 m de Jean Galfione en exhibition et en plein air, à Besançon, en 1997. Le saut à plus de 6 mètres de Ferenc Salbert réalisé en exhibition n'a pas été homologué.
| Rang   | Athlète              | Pays                                                                                                  | # en plein air | # en salle | # Exh-NH | Total | Plein air    | Salle | Année du 1er saut à 6 m ou plus |
| ------ | -------------------- | --- | -------------- | ---------- | -------- | ----- | ------------ | ----- | ------------------------------- |
| 1      | Armand Duplantis     | Suède                                                                                                 | 59             | 29         |          | 88    | 6,26         | 6,22  | 2018                            |
| 2      | Renaud Lavillenie    | France                                                                                                | 4              | 17         | 1        | 22    | 6,05         | 6,16  | 2009                            |
| 3      | Sergueï Bubka        | Union soviétique (jusqu'en 1991) Équipe unifiée aux Jeux olympiques (1992) Ukraine (à partir de 1993) | 28             | 18         |          | 46    | 6,14         | 6,15  | 1985                            |
| 4      | KC Lightfoot         | États-Unis                                                                                            | 3              | 1          |          | 4     | 6,07         | 6,00  | 2021                            |
| 5      | Steven Hooker        | Australie                                                                                             | 1              | 4          |          | 5     | 6,00         | 6,06  | 2008                            |
| 5      | Sam Kendricks        | États-Unis                                                                                            | 5              | 1          |          | 6     | 6,06         | 6,01  | 2017                            |
| 7      | Maksim Tarasov       | Russie                                                                                                | 6              | 1          |          | 7     | 6,05         | 6,00  | 1997                            |
| 7      | Dmitri Markov        | Biélorussie (jusqu'en 1998) Australie                                                                 | 2              |            |          | 2     | 6,05         |       | 1998                            |
| 7      | Chris Nilsen         | États-Unis                                                                                            | 1              | 3          |          | 4     | 6,00         | 6,05  | 2022                            |
| 10     | Brad Walker          | États-Unis                                                                                            | 3              |            |          | 3     | 6,04         |       | 2006                            |
| 11     | Okkert Brits         | Afrique du Sud                                                                                        | 3              |            |          | 3     | 6,03         |       | 1995                            |
| 11     | Jeff Hartwig         | États-Unis                                                                                            | 5              | 2          | 2        | 9     | 6,03         | 6,02  | 1998                            |
| 11     | Thiago Braz da Silva | Brésil                                                                                                | 1              |            |          | 1     | 6,03         |       | 2016                            |
| 14     | Ferenc Salbert       | France                                                                                                |                |            | 1        | 1     | 6,02 (exhib) |       | 1988                            |
| 14     | Rodion Gataullin     | Union soviétique (jusqu'en 1991) Russie (à partir de 1993)                                            | 3              | 4          |          | 7     | 6,00         | 6,02  | 1989                            |
| 14     | Piotr Lisek          | Pologne                                                                                               | 2              | 1          |          | 3     | 6,02         | 6,00  | 2017                            |
| 17     | Igor Trandenkov      | Russie                                                                                                | 1              |            |          | 1     | 6,01         |       | 1996                            |
| 17     | Timothy Mack         | États-Unis                                                                                            | 1              |            |          | 1     | 6,01         |       | 2004                            |
| 17     | Evgeniy Lukyanenko   | Russie                                                                                                | 1              |            |          | 1     | 6,01         |       | 2008                            |
| 17     | Björn Otto           | Allemagne                                                                                             | 1              |            |          | 1     | 6,01         |       | 2012                            |
| 21     | Jean Galfione        | France                                                                                                |                | 1          | 1        | 2     | 6,00 (exhib) | 6,00  | 1999                            |
| 21     | Tim Lobinger         | Allemagne                                                                                             | 2              |            |          | 2     | 6,00         |       | 1997                            |
| 21     | Danny Ecker          | Allemagne                                                                                             |                | 1          |          | 1     |              | 6,00  | 2001                            |
| 21     | Toby Stevenson       | États-Unis                                                                                            | 1              |            |          | 1     | 6,00         |       | 2004                            |
| 21     | Paul Burgess         | Australie                                                                                             | 1              |            |          | 1     | 6,00         |       | 2005                            |
| 21     | Shawnacy Barber      | Canada                                                                                                |                | 1          |          | 1     |              | 6,00  | 2016                            |
| 21     | Timur Morgunov       | Russie                                                                                                | 1              |            |          | 1     | 6,00         |       | 2018                            |
| 21     | Sondre Guttormsen    | Norvège                                                                                               |                | 1          |          | 1     |              | 6,00  | 2023                            |
| 21     | Ernest Obiena        | Philippines                                                                                           | 1              |            |          | 1     | 6,00         |       | 2023                            |
| 21     | Emmanouíl Karalís    | Grèce                                                                                                 | 1              |            |          | 1     | 6,00         |       | 2024                            |
| Totaux | Totaux               | Totaux                                                                                                | 137            | 85         | 5        | 227   |              |       |                                 |

#### Liste des performances supérieures ou égales à 6 mètres
Date de mise à jour : 29 août 2024
Nombre de performances total : 227
Nombre de performances en plein air (o) : 137
Nombre de performances en salle (i) : 85
Nombre de performances non homologuées (NH) : 5 exhibitions (lignes grisées)
| Rang | Perf. | Outdoor / Indoor / NH | Nom                  | Nation | Date Naiss. | Pos | Lieu               | Date Perf.    | Commentaire                                           |
| ---- | ----- | --------------------- | -------------------- | ------ | ----------- | --- | ------------------ | ------------- | ----------------------------------------------------- |
| 1    | 6,26  | o                     | Armand Duplantis     | SWE    | 10-nov-99   | 1   | Chorzów            | 25-août-2024  |                                                       |
| 1    | 6,25  | o                     | Armand Duplantis     | SWE    | 10-nov-99   | 1   | Paris              | 5-août-2024   |                                                       |
| 2    | 6,24  | o                     | Armand Duplantis     | SWE    | 10-nov-99   | 1   | Xiamen             | 20-avril-2024 |                                                       |
| 3    | 6,23  | o                     | Armand Duplantis     | SWE    | 10-nov-99   | 1   | Eugene             | 17-sept-2023  |                                                       |
| 4    | 6,22  | i                     | Armand Duplantis     | SWE    | 10-nov-99   | 1   | Clermont-Ferrand   | 25-févr-2023  |                                                       |
| 5    | 6,21  | o                     | Armand Duplantis     | SWE    | 10-nov-99   | 1   | Eugene             | 24-juil-2022  |                                                       |
| 6    | 6,20  | i                     | Armand Duplantis     | SWE    | 10.11.99    | 1   | Belgrade           | 20-mars-2022  |                                                       |
| 7    | 6,19  | i                     | Armand Duplantis     | SWE    | 10.11.99    | 1   | Belgrade           | 06-mars-2022  |                                                       |
| 8    | 6,18  | i                     | Armand Duplantis     | SWE    | 10-nov-99   | 1   | Glasgow            | 15-févr-2020  |                                                       |
| 9    | 6,17  | i                     | Armand Duplantis     | SWE    | 10-nov-99   | 1   | Toruń              | 08-févr-2020  |                                                       |
| 10   | 6,16  | i                     | Renaud Lavillenie    | FRA    | 18-sept-86  | 1   | Donetsk            | 15-févr-2014  |                                                       |
| -    | 6,16  | o                     | Armand Duplantis     | SWE    | 10-nov-99   | 1   | Stockholm          | 30-juin-2022  |                                                       |
| 12   | 6,15  | i                     | Sergueï Bubka        | UKR    | 4-déc-63    | 1   | Donetsk            | 21-févr-1993  |                                                       |
| -    | 6,15  | o                     | Armand Duplantis     | SWE    | 10-nov-99   | 1   | Lausanne           | 21-août-2024  |                                                       |
| -    | 6,15  | o                     | Armand Duplantis     | SWE    | 10-nov-99   | 1   | Rome               | 17-sept-2020  |                                                       |
| 14   | 6,14  | i                     | Sergueï Bubka        | UKR    | 4-déc-63    | 1   | Liévin             | 13-févr-1993  |                                                       |
| -    | 6,14  | o                     | Sergueï Bubka        | UKR    | 4-déc-63    | 1   | Sestriere          | 31-juil-1994  | Alt = 2050 m                                          |
| 16   | 6,13  | i                     | Sergueï Bubka        | EUN    | 4-déc-63    | 1   | Berlin             | 21-févr-1992  |                                                       |
| -    | 6,13  | o                     | Sergueï Bubka        | EUN    | 4-déc-63    | 1   | Tokyo              | 19-sept-1992  |                                                       |
| 18   | 6,12  | i                     | Sergueï Bubka        | URS    | 4-déc-63    | 1   | Grenoble           | 23-mars-1991  |                                                       |
| -    | 6,12  | o                     | Sergueï Bubka        | EUN    | 4-déc-63    | 1   | Padoue             | 30-août-1992  |                                                       |
| -    | 6,12  | o                     | Armand Duplantis     | SWE    | 10-nov-99   | 1   | Ostrava            | 27-juin-2023  |                                                       |
| 21   | 6,11  | i                     | Sergueï Bubka        | URS    | 4-déc-63    | 1   | Donetsk            | 19-mars-1991  |                                                       |
| -    | 6,11  | o                     | Sergueï Bubka        | EUN    | 4-déc-63    | 1   | Dijon              | 13-juin-1992  |                                                       |
| -    | 6,11  | o                     | Armand Duplantis     | SWE    | 10-nov-99   | 1   | Hengelo            | 04-juin-2023  |                                                       |
| 24   | 6,10  | i                     | Sergueï Bubka        | URS    | 4-déc-63    | 1   | Saint-Sébastien    | 15-mars-1991  |                                                       |
| -    | 6,10  | o                     | Sergueï Bubka        | URS    | 4-déc-63    | 1   | Malmö              | 05-août-1991  |                                                       |
| -    | 6,10  | i                     | Armand Duplantis     | SWE    | 10-nov-99   | 1   | Beograd            | 24-févr-2021  |                                                       |
| -    | 6,10  | o                     | Armand Duplantis     | SWE    | 10-nov-99   | 1   | Hengelo            | 06-juin-2021  |                                                       |
| -    | 6,10  | o                     | Armand Duplantis     | SWE    | 10-nov-99   | 1   | Chorzów            | 06-août-2022  |                                                       |
| -    | 6,10  | o                     | Armand Duplantis     | SWE    | 10-nov-99   | 1   | Lausanne           | 25-août-2022  |                                                       |
| -    | 6,10  | i                     | Armand Duplantis     | SWE    | 10-nov-99   | 1   | Uppsala            | 02-févr-2023  |                                                       |
| -    | 6,10  | o                     | Armand Duplantis     | SWE    | 10-nov-99   | 1   | Budapest           | 26-août-2023  |                                                       |
| -    | 6,10  | o                     | Armand Duplantis     | SWE    | 10-nov-99   | 1   | Bruxelles          | 08-sept-2023  |                                                       |
| -    | 6,10  | o                     | Armand Duplantis     | SWE    | 10-nov-99   | 1   | Paris              | 5-août-2024   |                                                       |
| 34   | 6,09  | o                     | Sergueï Bubka        | URS    | 4-déc-63    | 1   | Formia             | 08-juil-1991  |                                                       |
| 35   | 6,08  | i                     | Sergueï Bubka        | URS    | 4-déc-63    | 1   | Volgograd          | 09-févr-1991  |                                                       |
| -    | 6,08  | o                     | Sergueï Bubka        | URS    | 4-déc-63    | 1   | Moskva             | 09-juin-1991  |                                                       |
| -    | 6,08  | i                     | Renaud Lavillenie    | FRA    | 18-sept-86  | 1   | Bydgoszcz          | 31-janv-2014  |                                                       |
| 38   | 6,07  | o                     | Sergueï Bubka        | URS    | 4-déc-63    | 1   | Shizuoka           | 06-mai-1991   |                                                       |
| -    | 6,07  | NH                    | Renaud Lavillenie    | FRA    | 18-sept-86  |     | Göteborg           | 03-mars-2013  | illegal - bar landed on pin                           |
| -    | 6,07  | i                     | Armand Duplantis     | SWE    | 10-nov-99   | 1   | Liévin             | 19-févr-2020  |                                                       |
| -    | 6,07  | o                     | Armand Duplantis     | SWE    | 10-nov-99   | 1   | Lausanne           | 02-sept-2020  |                                                       |
| -    | 6,07  | o                     | Armand Duplantis     | SWE    | 10-nov-99   | 1   | Zurich             | 08-sept-2022  |                                                       |
| -    | 6,07  | o                     | KC Lightfoot         | USA    | 11-nov-99   | 1   | Nashville TN       | 02-juin-2023  |                                                       |
| 44   | 6,06  | o                     | Sergueï Bubka        | URS    | 4-déc-63    | 1   | Nice               | 10-juil-1988  |                                                       |
| -    | 6,06  | i                     | Steve Hooker         | AUS    | 16-juil-82  | 1   | Boston             | 07-févr-2009  |                                                       |
| -    | 6,06  | o                     | Sam Kendricks        | USA    | 7-sept-92   | 1   | Des Moines         | 27-juil-2019  |                                                       |
| -    | 6,06  | i                     | Renaud Lavillenie    | FRA    | 18-sept-86  | 1cA | Aubière            | 27-févr-2021  |                                                       |
| -    | 6,06  | o                     | Armand Duplantis     | SWE    | 10.11.99    | 1   | Zurich             | 09-sept-2021  |                                                       |
| -    | 6,06  | o                     | Armand Duplantis     | SWE    | 10-nov-99   |     | Eugene             | 24-juil-2022  | en route                                              |
| -    | 6,06  | o                     | Armand Duplantis     | SWE    | 10-nov-99   | 1   | Munich             | 20-août-2022  |                                                       |
| -    | 6,06  | i                     | Armand Duplantis     | SWE    | 10-nov-99   | 1   | Berlin             | 10-févr-2023  |                                                       |
| 52   | 6,05  | o                     | Sergueï Bubka        | URS    | 4-déc-63    | 1   | Bratislava         | 09-juin-1988  |                                                       |
| -    | 6,05  | i                     | Sergueï Bubka        | URS    | 4-déc-63    | 1   | Donetsk            | 17-mars-1990  |                                                       |
| -    | 6,05  | i                     | Sergueï Bubka        | UKR    | 4-déc-63    |     | Liévin             | 13-févr-1993  | en route                                              |
| -    | 6,05  | i                     | Sergueï Bubka        | UKR    | 4-déc-63    | 1   | Berlin             | 05-mars-1993  |                                                       |
| -    | 6,05  | o                     | Sergueï Bubka        | UKR    | 4-déc-63    | 1   | Londres            | 10-sept-1993  |                                                       |
| -    | 6,05  | i                     | Sergueï Bubka        | UKR    | 4-déc-63    | 1   | Grenoble           | 06-févr-1994  |                                                       |
| -    | 6,05  | o                     | Sergueï Bubka        | UKR    | 4-déc-63    | 1   | Berlin             | 30-août-1994  |                                                       |
| -    | 6,05  | o                     | Sergueï Bubka        | UKR    | 4-déc-63    | 1   | Fukuoka            | 13-sept-1997  |                                                       |
| -    | 6,05  | o                     | Maksim Tarasov       | RUS    | 2-déc-70    | 1   | Athínai            | 16-juin-1999  |                                                       |
| -    | 6,05  | o                     | Dmitriy Markov       | AUS    | 14-mars-75  | 1   | Edmonton           | 09-août-2001  |                                                       |
| -    | 6,05  | o                     | Renaud Lavillenie    | FRA    | 18-sept-86  | 1   | Eugene             | 30-mai-2015   |                                                       |
| -    | 6,05  | o                     | Armand Duplantis     | SWE    | 10-nov-99   | 1   | Berlin             | 12-août-2018  |                                                       |
| -    | 6,05  | i                     | Armand Duplantis     | SWE    | 10-nov-99   | 1   | Torun              | 07-mars-2021  |                                                       |
| -    | 6,05  | o                     | Armand Duplantis     | SWE    | 10-nov-99   | 1   | Bruxelles          | 03-sept-2021  |                                                       |
| -    | 6,05  | i                     | Armand Duplantis     | SWE    | 10.11.99    | 1   | Birmingham         | 19-févr-2022  |                                                       |
| -    | 6,05  | i                     | Chris Nilsen         | USA    | 13.01.98    | 1   | Rouen              | 05-mars-2022  |                                                       |
| -    | 6,05  | i                     | Armand Duplantis     | SWE    | 10.11.99    |     | Belgrade           | 20-mars-2022  | en route                                              |
| -    | 6,05  | o                     | Armand Duplantis     | SWE    | 10-nov-99   | 1   | Stockholm/S        | 02-juil-2023  |                                                       |
| -    | 6,05  | o                     | Armand Duplantis     | SWE    | 10-nov-99   |     | Budapest           | 26-août-2023  | en route                                              |
| -    | 6,05  | i                     | Armand Duplantis     | SWE    | 10.11.99    | 1   | Glasgow            | 03-mars-2024  |                                                       |
| 72   | 6,04  | o                     | Brad Walker          | USA    | 21-juin-81  | 1   | Eugene             | 08-juin-2008  |                                                       |
| -    | 6,04  | i                     | Renaud Lavillenie    | FRA    | 18-sept-86  | 1cA | Rouen              | 25-janv-2014  |                                                       |
| -    | 6,04  | i                     | Renaud Lavillenie    | FRA    | 18-sept-86  | 1   | Prague             | 07-mars-2015  |                                                       |
| -    | 6,04  | i                     | Armand Duplantis     | SWE    | 10.11.99    | 1   | Uppsala            | 09-févr-2022  |                                                       |
| 76   | 6,03  | o                     | Sergueï Bubka        | URS    | 4-déc-63    | 1   | Prague             | 23-juin-1987  |                                                       |
| -    | 6,03  | i                     | Sergueï Bubka        | URS    | 4-déc-63    | 1   | Osaka              | 11-févr-1989  |                                                       |
| -    | 6,03  | o                     | Okkert Brits         | RSA    | 22-août-73  | 1   | Cologne            | 18-août-1995  |                                                       |
| -    | 6,03  | o                     | Jeff Hartwig         | USA    | 25-sept-67  | 1   | Jonesboro          | 14-juin-2000  |                                                       |
| -    | 6,03  | i                     | Renaud Lavillenie    | FRA    | 18-sept-86  | 1   | Paris              | 05-mars-2011  |                                                       |
| -    | 6,03  | o                     | Renaud Lavillenie    | FRA    | 18-sept-86  | 1   | Londres            | 25-juil-2015  |                                                       |
| -    | 6,03  | i                     | Renaud Lavillenie    | FRA    | 18-sept-86  | 1   | Jablonec nad Nisou | 05-mars-2016  |                                                       |
| -    | 6,03  | o                     | Thiago Braz da Silva | BRA    | 16-déc-93   | 1   | Rio de Janeiro     | 15-août-2016  |                                                       |
| -    | 6,03  | i                     | Armand Duplantis     | SWE    | 10-nov-99   | 1cA | Rouen              | 06-févr-2021  |                                                       |
| -    | 6,03  | i                     | Armand Duplantis     | SWE    | 10.11.99    | 1   | Berlin             | 04-févr-2022  |                                                       |
| -    | 6,03  | o                     | Armand Duplantis     | SWE    | 10-nov-99   |     | Stockholm          | 30-juin-2022  | en route                                              |
| 87   | 6,02  | NH                    | Ferenc Salbert       | FRA    | 5-août-60   | 1   | Montpellier        | 01-avr-1988   | illegal - exhibition - donwhil runway                 |
| -    | 6,02  | i                     | Rodion Gataullin     | URS    | 23-nov-65   | 1   | Gomel              | 04-févr-1989  |                                                       |
| -    | 6,02  | o                     | Sergueï Bubka        | UKR    | 4-déc-63    | 1   | Atlanta            | 18-mai-1996   |                                                       |
| -    | 6,02  | o                     | Jeff Hartwig         | USA    | 25-sept-67  | 1   | Eugene             | 27-juin-1999  |                                                       |
| -    | 6,02  | o                     | Maksim Tarasov       | RUS    | 2-déc-70    | 1   | Séville            | 26-août-1999  |                                                       |
| -    | 6,02  | i                     | Jeff Hartwig         | USA    | 25-sept-67  | 1   | Sindelfingen       | 10-mars-2002  |                                                       |
| -    | 6,02  | o                     | Renaud Lavillenie    | FRA    | 18-sept-86  | 1   | Londres            | 27-juil-2013  |                                                       |
| -    | 6,02  | i                     | Renaud Lavillenie    | FRA    | 18-sept-86  | 1   | Berlin             | 14-févr-2015  |                                                       |
| -    | 6,02  | i                     | Renaud Lavillenie    | FRA    | 18-sept-86  | 1   | Clermont-Ferrand   | 21-févr-2016  |                                                       |
| -    | 6,02  | i                     | Renaud Lavillenie    | FRA    | 18-sept-86  | 1   | Portland           | 17-mars-2016  |                                                       |
| -    | 6,02  | o                     | Piotr Lisek          | POL    | 16-août-92  | 1   | Monaco             | 12-juil-2019  |                                                       |
| -    | 6,02  | o                     | Sam Kendricks        | USA    | 7-sept-92   | 2   | Lausanne           | 02-sept-2020  |                                                       |
| -    | 6,02  | o                     | Armand Duplantis     | SWE    | 10-nov-99   |     | Lausanne           | 02-sept-2020  | en route                                              |
| -    | 6,02  | i                     | Renaud Lavillenie    | FRA    | 18-sept-86  | 1   | Tourcoing          | 31-janv-2021  |                                                       |
| -    | 6,02  | o                     | Armand Duplantis     | SWE    | 10-nov-99   | 1   | Stockholm          | 04-juil-2021  |                                                       |
| -    | 6,02  | o                     | Armand Duplantis     | SWE    | 10-nov-99   | 1   | Tokyo              | 03-août-2021  |                                                       |
| -    | 6,02  | i                     | Armand Duplantis     | SWE    | 10.11.99    | 1   | Karlsruhe          | 28-janv-2022  |                                                       |
| -    | 6,02  | i                     | Chris Nilsen         | USA    | 13.01.98    | 1   | Tourcoing          | 04-févr-2022  |                                                       |
| -    | 6,02  | i                     | Armand Duplantis     | SWE    | 10-nov-99   | 1   | Doha               | 14-mai-2022   | held indoor 14 May cause high winds outdoor on 13 May |
| -    | 6,02  | o                     | Armand Duplantis     | SWE    | 10-nov-99   | 1   | Oslo               | 16-juin-2022  |                                                       |
| -    | 6,02  | o                     | Armand Duplantis     | SWE    | 10-nov-99   |     | Bruxelles          | 08-sept-2023  | en route                                              |
| -    | 6,02  | o                     | Armand Duplantis     | SWE    | 10-nov-99   |     | Eugene             | 17-sept-2023  | en route                                              |
| -    | 6,02  | i                     | Armand Duplantis     | SWE    | 10-nov-99   | 1   | Clermont-Ferrand   | 22-févr-2024  |                                                       |
| 110  | 6,01  | o                     | Sergueï Bubka        | URS    | 4-déc-63    | 1   | Moscou             | 08-juil-1986  |                                                       |
| -    | 6,01  | i                     | Sergueï Bubka        | UKR    | 4-déc-63    | 1   | Grenoble           | 07-févr-1993  |                                                       |
| -    | 6,01  | o                     | Okkert Brits         | RSA    | 22-août-73  | 1   | Stellenbosch       | 15-mars-1996  |                                                       |
| -    | 6,01  | o                     | Igor Trandenkov      | RUS    | 17-août-66  | 1   | Saint-Pétersbourg  | 04-juil-1996  |                                                       |
| -    | 6,01  | o                     | Sergueï Bubka        | UKR    | 4-déc-63    | 1   | Athínai            | 10-août-1997  |                                                       |
| -    | 6,01  | o                     | Jeff Hartwig         | USA    | 25-sept-67  | 1   | Uniondale          | 21-juil-1998  |                                                       |
| -    | 6,01  | o                     | Maksim Tarasov       | RUS    | 2-déc-70    | 1   | Berlin             | 07-sept-1999  |                                                       |
| -    | 6,01  | NH                    | Jeff Hartwig         | USA    | 25-sept-67  | 1   | Bad Oeynhausen     | 08-mars-2002  | illegal - exhibition - shopping mall                  |
| -    | 6,01  | o                     | Tim Mack             | USA    | 15-sept-72  | 1   | Monaco             | 18-sept-2004  |                                                       |
| -    | 6,01  | o                     | Yevgeniy Lukyanenko  | RUS    | 23-janv-85  | 1   | Bydgoszcz          | 01-juil-2008  |                                                       |
| -    | 6,01  | i                     | Steve Hooker         | AUS    | 16-juil-82  | 1   | New York           | 30-janv-2009  |                                                       |
| -    | 6,01  | o                     | Renaud Lavillenie    | FRA    | 18-sept-86  | 1   | Leiria             | 21-juin-2009  |                                                       |
| -    | 6,01  | i                     | Steve Hooker         | AUS    | 16-juil-82  | 1   | Doha               | 13-mars-2010  |                                                       |
| -    | 6,01  | o                     | Björn Otto           | GER    | 16-oct-77   | 1   | Aix-la-Chapelle    | 05-sept-2012  | square town                                           |
| -    | 6,01  | i                     | Renaud Lavillenie    | FRA    | 18-sept-86  | 1   | Göteborg           | 03-mars-2013  |                                                       |
| -    | 6,01  | i                     | Renaud Lavillenie    | FRA    | 18-sept-86  |     | Donetsk            | 15-févr-2014  | en route                                              |
| -    | 6,01  | i                     | Renaud Lavillenie    | FRA    | 18-sept-86  | 1cA | Nevers             | 07-févr-2015  |                                                       |
| -    | 6,01  | i                     | Renaud Lavillenie    | FRA    | 18-sept-86  | 1   | Aubière            | 22-févr-2015  |                                                       |
| -    | 6,01  | o                     | Piotr Lisek          | POL    | 16-août-92  |     | Lausanne           | 05-juil-2019  | jump off                                              |
| -    | 6,01  | i                     | Sam Kendricks        | USA    | 7-sept-92   | 1   | Rouen              | 08-févr-2020  |                                                       |
| -    | 6,01  | i                     | Armand Duplantis     | SWE    | 10-nov-99   |     | Toruń              | 08-févr-2020  | en route                                              |
| -    | 6,01  | i                     | Armand Duplantis     | SWE    | 10-nov-99   |     | Glasgow            | 15-févr-2020  | en route                                              |
| -    | 6,01  | i                     | Armand Duplantis     | SWE    | 10-nov-99   | 1   | Clermont-Ferrand   | 23-févr-2020  |                                                       |
| -    | 6,01  | o                     | Armand Duplantis     | SWE    | 10-nov-99   | 1   | Stockholm          | 23-août-2020  |                                                       |
| -    | 6,01  | i                     | Armand Duplantis     | SWE    | 10-nov-99   | 1   | Düsseldorf         | 31-janv-2021  |                                                       |
| -    | 6,01  | o                     | Armand Duplantis     | SWE    | 10-nov-99   | 1   | Oslo               | 01-juil-2021  |                                                       |
| -    | 6,01  | o                     | Armand Duplantis     | SWE    | 10-nov-99   | 1   | Paris              | 28-août-2021  |                                                       |
| -    | 6,01  | i                     | Chris Nilsen         | USA    | 13.01.98    |     | Rouen              | 05-mars-2022  | en route                                              |
| -    | 6,01  | o                     | Armand Duplantis     | SWE    | 10-nov-99   | 1   | Hengelo            | 06-juin-2022  |                                                       |
| -    | 6,01  | i                     | Armand Duplantis     | SWE    | 10-nov-99   | 1   | Liévin             | 15-févr-2023  |                                                       |
| -    | 6,01  | i                     | Armand Duplantis     | SWE    | 10-nov-99   |     | Clermont-Ferrand   | 25-févr-2023  | en route                                              |
| -    | 6,01  | o                     | Armand Duplantis     | SWE    | 10-nov-99   | 1   | Oslo               | 15-juin-2023  |                                                       |
| -    | 6,01  | o                     | Armand Duplantis     | SWE    | 10-nov-99   | 1   | Chorzów            | 16-juil-2023  |                                                       |
| 143  | 6,00  | o                     | Sergueï Bubka        | URS    | 4-déc-63    | 1   | Paris              | 13-juil-1985  |                                                       |
| -    | 6,00  | i                     | Rodion Gataullin     | URS    | 23-nov-65   | 1   | Leningrad          | 22-janv-1989  |                                                       |
| -    | 6,00  | o                     | Sergueï Bubka        | URS    | 4-déc-63    | 1   | Donetsk            | 15-sept-1989  |                                                       |
| -    | 6,00  | o                     | Rodion Gataullin     | URS    | 23-nov-65   | 1   | Tokyo              | 16-sept-1989  |                                                       |
| -    | 6,00  | i                     | Sergueï Bubka        | URS    | 4-déc-63    |     | Volgograd          | 09-févr-1991  | en route                                              |
| -    | 6,00  | i                     | Sergueï Bubka        | URS    | 4-déc-63    | 1   | Séville            | 09-mars-1991  |                                                       |
| -    | 6,00  | o                     | Sergueï Bubka        | URS    | 4-déc-63    | 1   | Bratislava         | 04-juin-1991  |                                                       |
| -    | 6,00  | i                     | Sergueï Bubka        | EUN    | 4-déc-63    | 1   | Los Angeles        | 15-févr-1992  |                                                       |
| -    | 6,00  | o                     | Sergueï Bubka        | EUN    | 4-déc-63    | 1   | Saint-Denis        | 04-juin-1992  |                                                       |
| -    | 6,00  | o                     | Sergueï Bubka        | EUN    | 4-déc-63    | 1   | Berlin             | 21-août-1992  |                                                       |
| -    | 6,00  | i                     | Rodion Gataullin     | RUS    | 23-nov-65   | 1   | Moskva             | 02-févr-1993  |                                                       |
| -    | 6,00  | i                     | Rodion Gataullin     | RUS    | 23-nov-65   | 2   | Liévin             | 13-févr-1993  |                                                       |
| -    | 6,00  | o                     | SSergueïergey Bubka  | UKR    | 4-déc-63    | 1   | San Jose CA        | 29-mai-1993   |                                                       |
| -    | 6,00  | o                     | Rodion Gataullin     | RUS    | 23-nov-65   | 1   | Rome               | 27-juin-1993  |                                                       |
| -    | 6,00  | o                     | Sergueï Bubka        | UKR    | 4-déc-63    | 1   | Stuttgart          | 19-août-1993  |                                                       |
| -    | 6,00  | i                     | Sergueï Bubka        | UKR    | 4-déc-63    | 1   | Clermont-Ferrand   | 28-janv-1994  |                                                       |
| -    | 6,00  | o                     | Sergueï Bubka        | UKR    | 4-déc-63    | 1   | Kuortane           | 25-juin-1994  |                                                       |
| -    | 6,00  | o                     | Rodion Gataullin     | RUS    | 23-nov-65   | 1   | Helsinki           | 11-août-1994  |                                                       |
| -    | 6,00  | o                     | Sergueï Bubka        | UKR    | 4-déc-63    | 1   | Sapporo            | 27-août-1994  |                                                       |
| -    | 6,00  | i                     | Sergueï Bubka        | UKR    | 4-déc-63    | 1   | Liévin             | 19-févr-1995  |                                                       |
| -    | 6,00  | o                     | Sergueï Bubka        | UKR    | 4-déc-63    | 1   | Sestrières         | 29-juil-1995  | Alt > 1000 m                                          |
| -    | 6,00  | o                     | Okkert Brits         | RSA    | 22-août-73  | 2   | Sestrières         | 29-juil-1995  | Alt > 1000 m                                          |
| -    | 6,00  | o                     | Sergueï Bubka        | UKR    | 4-déc-63    | 1   | Paris              | 28-juin-1996  |                                                       |
| -    | 6,00  | NH                    | Jean Galfione        | FRA    | 9-juin-71   | 1   | Besancon           | 23-mai-1997   | illegal - exhibition                                  |
| -    | 6,00  | o                     | Maksim Tarasov       | RUS    | 2-déc-70    | 1   | Nice               | 16-juil-1997  |                                                       |
| -    | 6,00  | o                     | Tim Lobinger         | GER    | 3-sept-72   | 1   | Cologne            | 24-août-1997  |                                                       |
| -    | 6,00  | o                     | Maksim Tarasov       | RUS    | 2-déc-70    | 2   | Fukuoka            | 13-sept-1997  |                                                       |
| -    | 6,00  | o                     | Dmitriy Markov       | BLR    | 14-mars-75  | 1   | Auckland           | 20-févr-1998  |                                                       |
| -    | 6,00  | o                     | Jeff Hartwig         | USA    | 25-sept-67  | 1   | Saint-Denis        | 04-juin-1998  |                                                       |
| -    | 6,00  | i                     | Maksim Tarasov       | RUS    | 2-déc-70    | 1   | Budapest           | 05-févr-1999  |                                                       |
| -    | 6,00  | i                     | Jean Galfione        | FRA    | 9-juin-71   | 1   | Maebashi           | 06-mars-1999  |                                                       |
| -    | 6,00  | o                     | Jeff Hartwig         | USA    | 25-sept-67  | 2   | Athínai            | 16-juin-1999  |                                                       |
| -    | 6,00  | o                     | Tim Lobinger         | GER    | 3-sept-72   | 1   | Oslo               | 30-juin-1999  |                                                       |
| -    | 6,00  | o                     | Maksim Tarasov       | RUS    | 2-déc-70    | 1   | Monaco             | 04-août-1999  |                                                       |
| -    | 6,00  | NH                    | Jeff Hartwig         | USA    | 25-sept-67  | 1   | Cologne            | 04-août-2000  | illegal - exhibition                                  |
| -    | 6,00  | i                     | Danny Ecker          | GER    | 21-juil-77  | 1   | Dortmund           | 11-févr-2001  |                                                       |
| -    | 6,00  | i                     | Jeff Hartwig         | USA    | 25-sept-67  | 1   | Donetsk            | 24-févr-2002  |                                                       |
| -    | 6,00  | o                     | Toby Stevenson       | USA    | 19-nov-76   | 1c2 | Modesto            | 08-mai-2004   |                                                       |
| -    | 6,00  | o                     | Paul Burgess         | AUS    | 14-août-79  | 1   | Perth              | 26-févr-2005  |                                                       |
| -    | 6,00  | o                     | Brad Walker          | USA    | 21-juin-81  | 1   | Jockgrim           | 19-juil-2006  |                                                       |
| -    | 6,00  | o                     | Steve Hooker         | AUS    | 16-juil-82  | 1   | Perth              | 27-janv-2008  |                                                       |
| -    | 6,00  | o                     | Brad Walker          | USA    | 21-juin-81  | 1   | Chula Vista        | 22-juin-2008  |                                                       |
| -    | 6,00  | i                     | Steve Hooker         | AUS    | 16-juil-82  | 1   | Paris              | 13-févr-2009  |                                                       |
| -    | 6,00  | i                     | Renaud Lavillenie    | FRA    | 18-sept-86  |     | Bydgoszcz          | 31-janv-2014  | en route                                              |
| -    | 6,00  | i                     | Renaud Lavillenie    | FRA    | 18-sept-86  | 1   | Rouen              | 24-janv-2015  |                                                       |
| -    | 6,00  | i                     | Shawnacy Barber      | CAN    | 27-mai-94   | 1cA | Reno               | 15-janv-2016  | Alt > 1000 m                                          |
| -    | 6,00  | i                     | Piotr Lisek          | POL    | 16-août-92  | 1   | Potsdam            | 04-févr-2017  |                                                       |
| -    | 6,00  | o                     | Sam Kendricks        | USA    | 7-sept-92   | 1   | Sacramento         | 24-juin-2017  |                                                       |
| -    | 6,00  | o                     | Timur Morgunov       | RUS    | 27-oct-96   | 2   | Berlin             | 12-août-2018  |                                                       |
| -    | 6,00  | o                     | Armand Duplantis     | SWE    | 10-nov-99   |     | Berlin             | 12-août-2018  | en route                                              |
| -    | 6,00  | o                     | Armand Duplantis     | SWE    | 10-nov-99   | 1   | Fayetteville       | 11-mai-2019   |                                                       |
| -    | 6,00  | o                     | Armand Duplantis     | SWE    | 10-nov-99   | 1   | Stockholm          | 24-août-2019  |                                                       |
| -    | 6,00  | o                     | Sam Kendricks        | USA    | 7-sept-92   | 1   | Paris              | 24-août-2019  |                                                       |
| -    | 6,00  | i                     | Armand Duplantis     | SWE    | 10-nov-99   | 1   | Düsseldorf         | 04-févr-2020  |                                                       |
| -    | 6,00  | o                     | Armand Duplantis     | SWE    | 10-nov-99   | 1   | Monaco             | 14-août-2020  |                                                       |
| -    | 6,00  | o                     | Armand Duplantis     | SWE    | 10-nov-99   | 1   | Bruxelles          | 04-sept-2020  |                                                       |
| -    | 6,00  | o                     | Armand Duplantis     | SWE    | 10-nov-99   |     | Rome               | 17-sept-2020  | en route                                              |
| -    | 6,00  | i                     | KC Lightfoot         | USA    | 11-nov-99   | 1   | Lubbock            | 13-févr-2021  |                                                       |
| -    | 6,00  | i                     | Armand Duplantis     | SWE    | 10-nov-99   |     | Beograd            | 24-févr-2021  | en route                                              |
| -    | 6,00  | o                     | Armand Duplantis     | SWE    | 10-nov-99   |     | Hengelo            | 06-juin-2021  | en route                                              |
| -    | 6,00  | o                     | Armand Duplantis     | SWE    | 10-nov-99   | 1   | Karlstad           | 22-juin-2021  |                                                       |
| -    | 6,00  | i                     | Armand Duplantis     | SWE    | 10.11.99    |     | Belgrade           | 06-mars-2022  | en route                                              |
| -    | 6,00  | o                     | Chris Nilsen         | USA    | 13-janv-98  | 1   | Vermillion SD      | 06-mai-2022   |                                                       |
| -    | 6,00  | o                     | Armand Duplantis     | SWE    | 10-nov-99   |     | Eugene             | 24-juil-2022  | en route                                              |
| -    | 6,00  | o                     | Armand Duplantis     | SWE    | 10-nov-99   |     | Chorzów            | 06-août-2022  | en route                                              |
| -    | 6,00  | o                     | Armand Duplantis     | SWE    | 10-nov-99   |     | Lausanne           | 25-août-2022  | en route                                              |
| -    | 6,00  | i                     | Armand Duplantis     | SWE    | 10-nov-99   |     | Uppsala            | 02-févr-2023  | en route                                              |
| -    | 6,00  | i                     | Sondre Guttormsen    | NOR    | 1-juin-99   | 1   | Albuquerque NM     | 10-mars-2023  |                                                       |
| -    | 6,00  | o                     | KC Lightfoot         | USA    | 11-nov-99   |     | Nashville TN       | 02-juin-2023  | en route                                              |
| -    | 6,00  | o                     | Ernest John Obiena   | PHI    | 17-nov-95   | 1   | Bergen             | 10-juin-2023  |                                                       |
| -    | 6,00  | o                     | KC Lightfoot         | USA    | 11-nov-99   | 2   | Bergen             | 10-juin-2023  |                                                       |
| -    | 6,00  | o                     | Armand Duplantis     | SWE    | 10-nov-99   |     | Ostrava            | 27-juin-2023  | en route                                              |
| -    | 6,00  | o                     | Ernest John Obiena   | PHI    | 10-nov-99   | 2   | Budapest           | 26-août-2023  |                                                       |
| -    | 6,00  | o                     | Armand Duplantis     | SWE    | 10-nov-99   |     | Budapest           | 26-août-2023  | en route                                              |
| -    | 6,00  | o                     | Armand Duplantis     | SWE    | 10-nov-99   | 1   | Zurich             | 31-août-2023  |                                                       |
| -    | 6,00  | o                     | Armand Duplantis     | SWE    | 10-nov-99   | 1   | Xiamen             | 20-avril-2024 |                                                       |
| -    | 6,00  | o                     | Armand Duplantis     | SWE    | 10-nov-99   | 1   | Suzhou             | 27-avril-2024 |                                                       |
| -    | 6,00  | o                     | Armand Duplantis     | SWE    | 10-nov-99   | 1   | Ostrava            | 28-mai-2024   |                                                       |
| -    | 6,00  | o                     | Armand Duplantis     | SWE    | 10-nov-99   | 1   | Stockholm          | 2-juin-2024   |                                                       |
| -    | 6,00  | o                     | Armand Duplantis     | SWE    | 10-nov-99   | 1   | Paris              | 5-août-2024   |                                                       |
| -    | 6,00  | o                     | Armand Duplantis     | SWE    | 10-nov-99   | 1   | Chorzów            | 25-août-2024  |                                                       |
| -    | 6,00  | o                     | Armand Duplantis     | SWE    | 10-nov-99   | 1   | Lausanne           | 21-août-2024  |                                                       |
| -    | 6,00  | o                     | Sam Kendricks        | USA    | 7-sept-92   | 2   | Chorzów            | 25-août-2024  |                                                       |
| -    | 6,00  | o                     | Emmanouil Karalis    | GRE    | 20-oct-99   | 3   | Chorzów            | 25-août-2024  |                                                       |

### Meilleures performances féminines
Ce tableau regroupe les meilleures performeuses mondiales de tous les temps, que ce soit en plein air ou en salle.
Le 20 février 2016, pour la première fois de l'histoire, deux athlètes franchissent au minimum 4,90 m lors du même concours. Il s'agit de la Grecque Ekateríni Stefanídi et de l'Américaine Demi Payne. Cette performance sera répétée le 3 mars 2018, en finale des championnats du monde en salle de Birmingham, où Sandi Morris (États-Unis) franchit 4,95 m et Anzhelika Sidorova (Russie 4,90 m).
| Hauteur | Athlète                | Nationalité             | Lieu                  | Date              |
| ------- | ---------------------- | ----------------------- | --------------------- | ----------------- |
| 5,06 m  | Yelena Isinbayeva      | Russie                  | Zurich                | 28 août 2009      |
| 5,03 m  | Jennifer Suhr          | États-Unis              | New York              | 30 janvier 2016   |
| 5,01 m  | Anzhelika Sidorova     | Athlète neutre autorisé | Zurich                | 9 septembre 2021  |
| 5,00 m  | Sandi Morris           | États-Unis              | Bruxelles             | 9 septembre 2016  |
| 4,95 m  | Katie Nageotte         | États-Unis              | Eugene                | 26 juin 2021      |
| 4,94 m  | Eliza McCartney        | Nouvelle-Zélande        | Jockgrim              | 17 juillet 2018   |
| 4,92 m  | Molly Caudery          | Royaume-Uni             | Toulouse              | 22 juin 2024      |
| 4,91 m  | Yarisley Silva         | Cuba                    | Beckum                | 2 août 2015       |
| 4,91 m  | Ekateríni Stefanídi    | Grèce                   | Londres               | 5 août 2017       |
| 4,90 m  | Demi Payne             | États-Unis              | New York              | 20 février 2016   |
| 4,90 m  | Nina Kennedy           | Australie               | Paris                 | 5 août 2024       |
| 4,88 m  | Svetlana Feofanova     | Russie                  | Héraklion             | 4 juillet 2004    |
| 4,87 m  | Holly Bradshaw         | Royaume-Uni             | Villeurbanne          | 21 janvier 2012   |
| 4,87 m  | Fabiana Murer          | Brésil                  | São Bernardo do Campo | 3 juillet 2016    |
| 4,85 m  | Anna Rogowska          | Pologne                 | Paris                 | 6 mars 2011       |
| 4,85 m  | Wilma Murto            | Finlande                | Munich                | 17 août 2022      |
| 4,85 m  | Katie Moon             | États-Unis              | Paris                 | 5 août 2024       |
| 4,85 m  | Alysha Newman          | Canada                  | Paris                 | 5 août 2024       |
| 4,83 m  | Stacy Dragila          | États-Unis              | Ostrava               | 4 juin 2004       |
| 4,83 m  | Nikoleta Kyriakopoulou | Grèce                   | Paris                 | 4 juillet 2015    |
| 4,83 m  | Michaela Meijer        | Suède                   | Norrköping            | 1er août 2020     |
| 4,83 m  | Alysha Newman          | Canada                  | Clermont-Ferrand      | 22 février 2024   |
| 4,82 m  | Monika Pyrek           | Pologne                 | Stuttgart             | 22 septembre 2007 |
| 4,82 m  | Silke Spiegelburg      | Allemagne               | Monaco                | 20 juillet 2012   |
| 4,82 m  | Nina Kennedy           | Australie               | Sydney                | 13 mars 2021      |
| 4,82 m  | Tina Šutej             | Slovénie                | Ostrava               | 2 février 2023    |

### Meilleures performances masculines

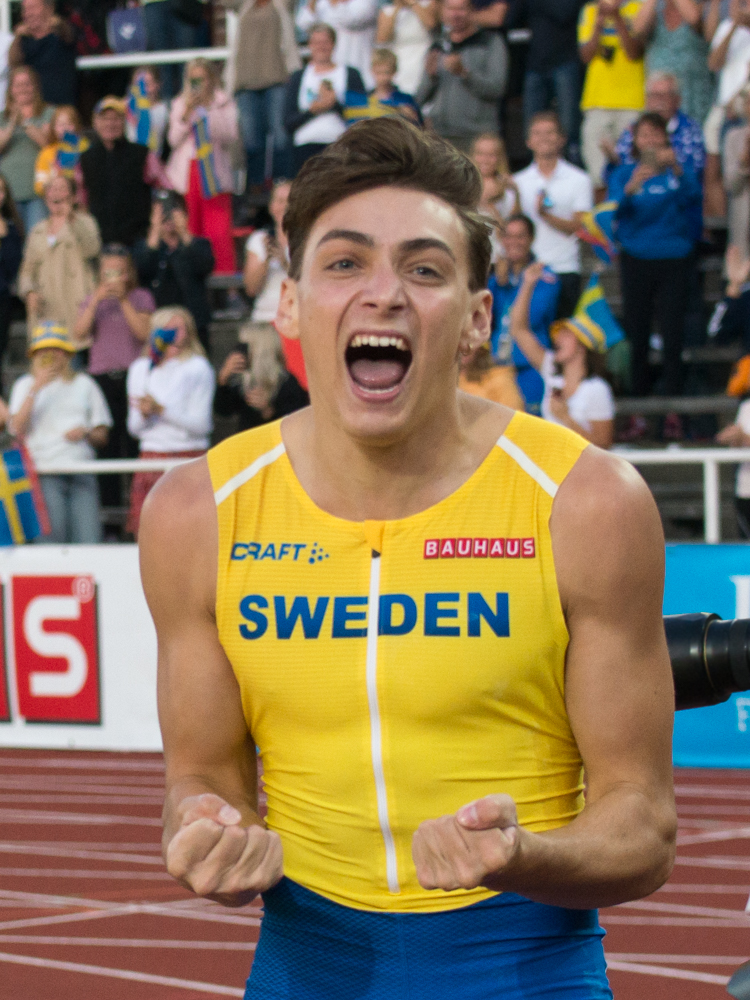
Armand Duplantis en 2019 à Stockholm.

Avant Armand Duplantis, seuls deux perchistes ont réussi à sauter deux fois à plus de 6,00 m dans le même concours : Sergueï Bubka à Volgograd en 1991 et à Liévin en 1993 puis Renaud Lavillenie à Bydgoszcz et Donetsk en 2014. Depuis les championnats d'Europe d'athlétisme 2018 à Berlin, Armand Duplantis réalise cette performance dans pratiquement toutes les compétitions.
À six reprises deux perchistes ont réussi à sauter à plus de 6,00 mètres dans le même concours : Radion Gataullin et Sergueï Bubka à Liévin en 1993, Okkert Brits et Sergueï Bubka à Sestrières en 1995, Maksim Tarasov et Sergueï Bubka à Fukuoka 1997, Jeff Hartwig et Maksim Tarasov à Athènes en 1999,, Armand Duplantis et Timur Morgunov lors des championnats d'Europe d'athlétisme 2018, Duplantis et Ernest Obiena lors des championnats du monde 2023. 
Il est arrivé quatre fois que la barre des 6,00 m soit passée à trois reprises dans le même concours : à Liévin en 1993 par Radion Gataullin, une fois et Sergueï Bubka, deux fois, ainsi qu'aux championnats d'Europe d'athlétisme 2018, deux fois par Armand Duplantis et une fois par Timur Morgunov puis aux championnats du monde 2022 et aux Jeux olympiques 2024 où Duplantis le fait seul à trois reprises. Lors des championnats du monde 2023, la barre des 6,00 m est passée à quatre reprises lors de la finale : par Armand Duplantis à trois reprises ainsi que par Ernest Obiena. 
| Marque | Athlète          | Pays             | Année | Lieu      |
| ------ | ---------------- | ---------------- | ----- | --------- |
| 6,26   | Armand Duplantis | Suède            | 2024  | Chorzow   |
| 6,23   | Armand Duplantis | Suède            | 2023  | Eugene    |
| 6,21   | Armand Duplantis | Suède            | 2022  | Eugene    |
| 6,15   | Armand Duplantis | Suède            | 2020  | Rome      |
| 6,14   | Sergueï Bubka    | Ukraine          | 1994  | Sestrière |
| 6,13   | Sergueï Bubka    | Ukraine          | 1992  | Tokyo     |
| 6,12   | Sergueï Bubka    | Ukraine          | 1992  | Padoue    |
| 6,12   | Armand Duplantis | Suède            | 2023  | Ostrava   |
| 6,11   | Sergueï Bubka    | Ukraine          | 1992  | Dijon     |
| 6,11   | Armand Duplantis | Suède            | 2023  | Hengelo   |
| 6,10   | Sergueï Bubka    | Union soviétique | 1991  | Malmö     |
| 6,10   | Armand Duplantis | Suède            | 2020  | Hengelo   |
| 6,10   | Armand Duplantis | Suède            | 2022  | Chorzów   |
| 6,10   | Armand Duplantis | Suède            | 2022  | Lausanne  |
| 6,10   | Armand Duplantis | Suède            | 2023  | Budapest  |
| 6,10   | Armand Duplantis | Suède            | 2023  | Bruxelles |

| Marque | Athlète           | Pays             | Année | Lieu             |
| ------ | ----------------- | ---------------- | ----- | ---------------- |
| 6,22   | Armand Duplantis  | Suède            | 2023  | Clermont-Ferrand |
| 6,20   | Armand Duplantis  | Suède            | 2022  | Belgrade         |
| 6,19   | Armand Duplantis  | Suède            | 2022  | Belgrade         |
| 6,18   | Armand Duplantis  | Suède            | 2020  | Glasgow          |
| 6,17   | Armand Duplantis  | Suède            | 2020  | Toruń            |
| 6,16   | Renaud Lavillenie | France           | 2014  | Donetsk          |
| 6,15   | Sergueï Bubka     | Ukraine          | 1993  | Donetsk          |
| 6,14   | Sergueï Bubka     | Ukraine          | 1993  | Liévin           |
| 6,13   | Sergueï Bubka     | Ukraine          | 1992  | Berlin           |
| 6,12   | Sergueï Bubka     | Union soviétique | 1991  | Grenoble         |
| 6,11   | Sergueï Bubka     | Union soviétique | 1991  | Donetsk          |
| 6,10   | Sergueï Bubka     | Union soviétique | 1991  | Saint-Sébastien  |
| 6,10   | Armand Duplantis  | Suède            | 2021  | Belgrade         |
| 6,08   | Sergueï Bubka     | Union soviétique | 1991  | Volgograd        |
| 6,08   | Renaud Lavillenie | France           | 2014  | Bydgoszcz        |

### Meilleures performances mondiales de l'année
| Année | Marque | Athlète                        | Pays                 | Lieu           |
| ----- | ------ | ------------------------------ | -------------------- | -------------- |
| 1912  | 4,02 m | Marc Wright                    | États-Unis           | Cambridge      |
| 1920  | 4,09 m | Frank Foss                     | États-Unis           | Anvers         |
| 1922  | 4,12 m | Charles Hoff                   | Norvège              | Copenhague     |
| 1923  | 4,21 m | Charles Hoff                   | Norvège              | Copenhague     |
| 1925  | 4,25 m | Charles Hoff                   | Norvège              | Turku          |
| 1927  | 4,27 m | Sabin Carr                     | États-Unis           | Philadelphie   |
| 1928  | 4,30 m | Lee Barnes                     | États-Unis           | Fresno         |
| 1932  | 4,37 m | William Graber                 | États-Unis           | Palo Alto      |
| 1935  | 4,39 m | Keith Brown                    | États-Unis           | Boston         |
| 1936  | 4,43 m | George Varoff                  | États-Unis           | Princeton      |
| 1937  | 4,54 m | Earle Meadows                  | États-Unis           | Los Angeles    |
| 1940  | 4,60 m | Cornelius Warmerdam            | États-Unis           | Fresno         |
| 1941  | 4,72 m | Cornelius Warmerdam            | États-Unis           | Compton        |
| 1942  | 4,77 m | Cornelius Warmerdam            | États-Unis           | Modesto        |
| 1957  | 4,78 m | Robert Gutowski                | États-Unis           | Palo Alto      |
| 1960  | 4,80 m | Don Bragg                      | États-Unis           | Palo Alto      |
| 1961  | 4,83 m | George Davies                  | États-Unis           | Boulder        |
| 1962  | 4,94 m | Pentti Nikula                  | Finlande             | Kauhava        |
| 1963  | 5,20 m | John Pennel                    | États-Unis           | Coral Gables   |
| 1964  | 5,28 m | Fred Hansen                    | États-Unis           | Los Angeles    |
| 1966  | 5,34 m | John Pennel                    | États-Unis           | Los Angeles    |
| 1967  | 5,38 m | Paul Wilson                    | États-Unis           | Bakersfield    |
| 1968  | 5,41 m | Bob Seagren                    | États-Unis           | Lac Tahoe      |
| 1969  | 5,44 m | John Pennel                    | États-Unis           | Sacramento     |
| 1970  | 5,49 m | Chrístos Papanikoláou          | Grèce                | Athènes        |
| 1971  | 5,43 m | Kjell Isaksson                 | Suède                | Sienne         |
| 1972  | 5,63 m | Bob Seagren                    | États-Unis           | Eugene         |
| 1973  | 5,49 m | Steve Smith                    | États-Unis           | New York       |
| 1974  | 5,53 m | Steve Smith                    | États-Unis           | Pocatello      |
| 1975  | 5,65 m | David Roberts                  | États-Unis           | Gainesville    |
| 1976  | 5,70 m | David Roberts                  | États-Unis           | Eugene         |
| 1977  | 5,66 m | Władysław Kozakiewicz          | Pologne              | Varsovie       |
| 1978  | 5,71 m | Mike Tully                     | États-Unis           | Corvallis      |
| 1979  | 5,65 m | Patrick Abada Philippe Houvion | France               | Paris          |
| 1980  | 5,78 m | Władysław Kozakiewicz          | Pologne              | Moscou         |
| 1981  | 5,81 m | Vladimir Polyakov              | Union soviétique     | Tbilissi       |
| 1982  | 5,75 m | Dave Volz Jean-Michel Bellot   | États-Unis France    | Nice Colombes  |
| 1983  | 5,83 m | Thierry Vigneron               | France               | Rome           |
| 1984  | 5,94 m | Sergueï Bubka                  | Union soviétique     | Rome           |
| 1985  | 6,00 m | Sergueï Bubka                  | Union soviétique     | Paris          |
| 1986  | 6,01 m | Sergueï Bubka                  | Union soviétique     | Moscou         |
| 1987  | 6,03 m | Sergueï Bubka                  | Union soviétique     | Prague         |
| 1988  | 6,06 m | Sergueï Bubka                  | Union soviétique     | Nice           |
| 1989  | 6,00 m | Sergueï Bubka Rodion Gataullin | Union soviétique     | Donetsk Tokyo  |
| 1990  | 5,92 m | Rodion Gataullin               | Union soviétique     | Seattle        |
| 1991  | 6,10 m | Sergueï Bubka                  | Union soviétique     | Malmö          |
| 1992  | 6,13 m | Sergueï Bubka                  | Ukraine              | Tokyo          |
| 1993  | 6,05 m | Sergueï Bubka                  | Ukraine              | Londres        |
| 1994  | 6,14 m | Sergueï Bubka                  | Ukraine              | Sestrière      |
| 1995  | 6,03 m | Okkert Brits                   | Afrique du Sud       | Cologne        |
| 1996  | 6,02 m | Sergueï Bubka                  | Ukraine              | Atlanta        |
| 1997  | 6,05 m | Sergueï Bubka                  | Ukraine              | Fukuoka        |
| 1998  | 6,01 m | Jeff Hartwig                   | États-Unis           | Uniondale      |
| 1999  | 6,05 m | Maxim Tarasov                  | Russie               | Athènes        |
| 2000  | 6,03 m | Jeff Hartwig                   | États-Unis           | Jonesboro      |
| 2001  | 6,05 m | Dmitri Markov                  | Australie            | Edmonton       |
| 2002  | 5,90 m | Jeff Hartwig Tim Lobinger      | États-Unis Allemagne | Athènes        |
| 2003  | 5,95 m | Romain Mesnil                  | France               | Castres        |
| 2004  | 6,01 m | Timothy Mack                   | États-Unis           | Monaco         |
| 2005  | 6,00 m | Paul Burgess                   | Australie            | Perth          |
| 2006  | 6,00 m | Brad Walker                    | États-Unis           | Jockgrim       |
| 2007  | 5,95 m | Brad Walker                    | États-Unis           | Brisbane       |
| 2008  | 6,04 m | Brad Walker                    | États-Unis           | Eugene         |
| 2009  | 6,01 m | Renaud Lavillenie              | France               | Leiria         |
| 2010  | 5,95 m | Steven Hooker                  | Australie            | Split          |
| 2011  | 5,90 m | Paweł Wojciechowski            | Pologne              | Daegu          |
| 2012  | 6,01 m | Björn Otto                     | Allemagne            | Aachen         |
| 2013  | 6,02 m | Renaud Lavillenie              | France               | Londres        |
| 2014  | 6,16 m | Renaud Lavillenie              | France               | Donetsk        |
| 2015  | 6,05 m | Renaud Lavillenie              | France               | Eugene         |
| 2016  | 6,03 m | Thiago Braz da Silva           | Brésil               | Rio de Janeiro |
| 2017  | 6,00 m | Sam Kendricks                  | États-Unis           | Sacramento     |
| 2018  | 6,05 m | Armand Duplantis               | Suède                | Berlin         |
| 2019  | 6,06 m | Sam Kendricks                  | États-Unis           | Des Moines     |
| 2020  | 6,18 m | Armand Duplantis               | Suède                | Glasgow        |
| 2021  | 6,10 m | Armand Duplantis               | Suède                | Hengelo        |
| 2022  | 6,21 m | Armand Duplantis               | Suède                | Eugene         |
| 2023  | 6,23 m | Armand Duplantis               | Suède                | Eugene         |
| 2024  | 6,26 m | Armand Duplantis               | Suède                | Chorzow        |

| Année | Hauteur | Athlète                   | Pays                    | Lieu           |
| ----- | ------- | ------------------------- | ----------------------- | -------------- |
| 1991  | 4,05 m  | Zhang Chunzhen            | Chine                   | Guangzhou      |
| 1992  | 4,05 m  | Sun Caiyun                | Chine                   | Nankin         |
| 1993  | 4,11 m  | Sun Caiyun                | Chine                   | Guangzhou      |
| 1994  | 4,12 m  | Sun Caiyun                | Chine                   | Guangzhou      |
| 1995  | 4,28 m  | Emma George               | Australie               | Perth          |
| 1996  | 4,45 m  | Emma George               | Australie               | Sapporo        |
| 1997  | 4,55 m  | Emma George               | Australie               | Melbourne      |
| 1998  | 4,59 m  | Emma George               | Australie               | Brisbane       |
| 1999  | 4,60 m  | Emma George Stacy Dragila | Australie États-Unis    | Sydney Séville |
| 2000  | 4,63 m  | Stacy Dragila             | États-Unis              | Sacramento     |
| 2001  | 4,81 m  | Stacy Dragila             | États-Unis              | Palo Alto      |
| 2002  | 4,78 m  | Svetlana Feofanova        | Russie                  | Stockholm      |
| 2003  | 4,82 m  | Yelena Isinbayeva         | Russie                  | Gateshead      |
| 2004  | 4,92 m  | Yelena Isinbayeva         | Russie                  | Bruxelles      |
| 2005  | 5,01 m  | Yelena Isinbayeva         | Russie                  | Helsinki       |
| 2006  | 4,91 m  | Yelena Isinbayeva         | Russie                  | Londres        |
| 2007  | 4,91 m  | Yelena Isinbayeva         | Russie                  | Saint-Denis    |
| 2008  | 5,05 m  | Yelena Isinbayeva         | Russie                  | Pékin          |
| 2009  | 5,06 m  | Yelena Isinbayeva         | Russie                  | Zurich         |
| 2010  | 4,89 m  | Jennifer Suhr             | États-Unis              | Des Moines     |
| 2011  | 4,91 m  | Jennifer Suhr             | États-Unis              | Rochester      |
| 2012  | 4,83 m  | Jennifer Suhr             | États-Unis              | Fredonia       |
| 2013  | 4,91 m  | Jennifer Suhr             | États-Unis              | Lyndonville    |
| 2014  | 4,80 m  | Fabiana Murer             | Brésil                  | New York       |
| 2015  | 4,91 m  | Yarisley Silva            | Cuba                    | Beckum         |
| 2016  | 5,00 m  | Sandi Morris              | États-Unis              | Bruxelles      |
| 2017  | 4,91 m  | Ekateríni Stefanídi       | Grèce                   | Londres        |
| 2018  | 4,95 m  | Sandi Morris              | États-Unis              | Greenville     |
| 2019  | 4,95 m  | Anzhelika Sidorova        | Athlète neutre autorisé | Doha           |
| 2020  | 4,92 m  | Katie Nageotte            | États-Unis              | Marietta       |
| 2021  | 5,01 m  | Anzhelika Sidorova        | Athlète neutre autorisé | Zurich         |
| 2022  | 4,91 m  | Anzhelika Sidorova        | Athlète neutre autorisé | Cheboksary     |
| 2023  | 4,91 m  | Nina Kennedy              | Australie               | Zurich         |

## Palmarès olympique et mondial
| Compétition            | Hommes                     | Femmes                    |
| ---------------------- | -------------------------- | ------------------------- |
| Jeux 1896              | William Hoyt               |                           |
| Jeux 1900              | Irving Baxter              |                           |
| Jeux 1904              | Charles Dvorak             |                           |
| Jeux 1908              | Edward Cook Alfred Gilbert |                           |
| Jeux 1912              | Harry Babcock              |                           |
| Jeux 1920              | Frank Foss                 |                           |
| Jeux 1924              | Lee Barnes                 |                           |
| Jeux 1928              | Sabin Carr                 |                           |
| Jeux 1932              | Bill Miller                |                           |
| Jeux 1936              | Earle Meadows              |                           |
| Jeux 1948              | Guinn Smith                |                           |
| Jeux 1952              | Bob Richards               |                           |
| Jeux 1956              | Bob Richards               |                           |
| Jeux 1960              | Don Bragg                  |                           |
| Jeux 1964              | Fred Hansen                |                           |
| Jeux 1968              | Bob Seagren                |                           |
| Jeux 1972              | Wolfgang Nordwig           |                           |
| Jeux 1976              | Tadeusz Ślusarski          |                           |
| Jeux 1980              | Władysław Kozakiewicz      |                           |
| Mondiaux 1983          | Sergueï Bubka              |                           |
| Jeux 1984              | Pierre Quinon              |                           |
| Mondiaux en salle 1985 | Sergueï Bubka              |                           |
| Mondiaux en salle 1987 | Sergueï Bubka              |                           |
| Mondiaux 1987          | Sergueï Bubka              |                           |
| Jeux 1988              | Sergueï Bubka              |                           |
| Mondiaux en salle 1989 | Rodion Gataullin           |                           |
| Mondiaux en salle 1991 | Sergueï Bubka              |                           |
| Mondiaux 1991          | Sergueï Bubka              |                           |
| Jeux 1992              | Maksim Tarasov             |                           |
| Mondiaux en salle 1993 | Rodion Gataullin           |                           |
| Mondiaux 1993          | Sergueï Bubka              |                           |
| Mondiaux en salle 1995 | Sergueï Bubka              |                           |
| Mondiaux 1995          | Sergueï Bubka              |                           |
| Jeux 1996              | Jean Galfione              |                           |
| Mondiaux en salle 1997 | Igor Potapovich            | Stacy Dragila             |
| Mondiaux 1997          | Sergueï Bubka              |                           |
| Mondiaux en salle 1999 | Jean Galfione              | Nastja Ryjikh             |
| Mondiaux 1999          | Maksim Tarasov             | Stacy Dragila             |
| Jeux 2000              | Nick Hysong                | Stacy Dragila             |
| Mondiaux en salle 2001 | Lawrence Johnson           | Pavla Rybová              |
| Mondiaux 2001          | Dmitri Markov              | Stacy Dragila             |
| Mondiaux en salle 2003 | Tim Lobinger               | Svetlana Feofanova        |
| Mondiaux 2003          | Giuseppe Gibilisco         | Svetlana Feofanova        |
| Mondiaux en salle 2004 | Igor Pavlov                | Yelena Isinbayeva         |
| Jeux 2004              | Timothy Mack               | Yelena Isinbayeva         |
| Mondiaux 2005          | Rens Blom                  | Yelena Isinbayeva         |
| Mondiaux en salle 2006 | Brad Walker                | Yelena Isinbayeva         |
| Mondiaux 2007          | Brad Walker                | Yelena Isinbayeva         |
| Mondiaux en salle 2008 | Evgeniy Lukyanenko         | Yelena Isinbayeva         |
| Jeux 2008              | Steve Hooker               | Yelena Isinbayeva         |
| Mondiaux 2009          | Steve Hooker               | Anna Rogowska             |
| Mondiaux en salle 2010 | Steve Hooker               | Fabiana Murer             |
| Mondiaux 2011          | Paweł Wojciechowski        | Fabiana Murer             |
| Mondiaux en salle 2012 | Renaud Lavillenie          | Yelena Isinbayeva         |
| Jeux 2012              | Renaud Lavillenie          | Jennifer Suhr             |
| Mondiaux 2013          | Raphael Holzdeppe          | Yelena Isinbayeva         |
| Mondiaux en salle 2014 | Konstadínos Filippídis     | Yarisley Silva            |
| Mondiaux 2015          | Shawnacy Barber            | Yarisley Silva            |
| Mondiaux en salle 2016 | Renaud Lavillenie          | Jennifer Suhr             |
| Jeux 2016              | Thiago Braz da Silva       | Ekateríni Stefanídi       |
| Mondiaux 2017          | Sam Kendricks              | Ekateríni Stefanídi       |
| Mondiaux en salle 2018 | Renaud Lavillenie          | Sandi Morris              |
| Mondiaux 2019          | Sam Kendricks              | Anzhelika Sidorova        |
| Jeux 2020              | Armand Duplantis           | Katie Nageotte            |
| Mondiaux en salle 2022 | Armand Duplantis           | Sandi Morris              |
| Mondiaux 2022          | Armand Duplantis           | Katie Moon                |
| Mondiaux 2023          | Armand Duplantis           | Katie Moon / Nina Kennedy |
| Mondiaux en salle 2024 | Armand Duplantis           | Molly Caudery             |
| Jeux 2024              | Armand Duplantis           | Nina Kennedy              |
| Mondiaux en salle 2025 |                            | Marie-Julie Bonnin        |

## Revenus et dépenses d'un perchiste

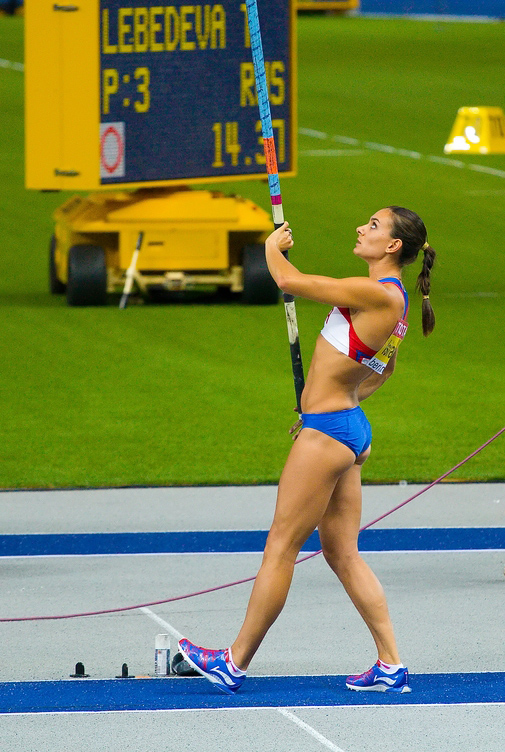
Yelena Isinbayeva lors des Championnats du monde d'athlétisme 2009.

La professionnalisation de l’athlétisme entamée dans les années 1980 avec Carl Lewis s’est poursuivie et même accentuée dans les années 1990. Les sportifs voient alors leur statut évoluer et le monde du sport basculer vers un business de plus en plus important. Lewis lui-même est d'ailleurs recruté par Nike à l'époque où il n'est qu'amateur. L'opposition dépasse alors le cadre des sportifs eux-mêmes en devenant un combat féroce entre les marques qu'ils représentent. Là où Lewis concourt contre le Canadien Ben Johnson pour obtenir le soutien de Nike, Sergueï Bubka affronte le mur des six mètres centimètre par centimètre, pour un gain de 500 000 francs français par record et des revenus annuels de près de huit millions de francs.
Côté femmes, Yelena Isinbayeva est l'une des rares athlètes, avec le Jamaïcain Usain Bolt, à signer de très gros contrats publicitaires. Elle est en contrat avec Toyota et a signé un contrat de 1,5 million de dollars annuels avec l'équipementier chinois Li Ning, en remplacement de son précédent équipementier Adidas,. La perchiste russe percevrait ainsi 7,5 millions de dollars sur cinq ans.
Seules les figures emblématiques du saut à la perche dans leurs pays peuvent gagner leur vie en ne faisant que cela et, en général, leurs entraîneurs sont obligés d'avoir un emploi complémentaire, ce qui ne facilite pas les choses. Le perchiste Romain Mesnil a défrayé la chronique en courant nu dans Paris, pour exprimer ses difficultés liées au manque de sponsor. De plus, les perchistes aux revenus moyens et faibles doivent s'arranger avec leurs clubs pour acheter leurs perches qui coûtent très cher (de 300 euros à près de 900 euros pour les élites) et sont facilement dégradables, notamment lors des transports du fait de leur dimension hors gabarit.

## Médiatisation

### Dans les fédérations majeures
En France, en Allemagne, en Russie et en Ukraine, la perche est une discipline très enseignée. La France et l'Allemagne font figures d'exemples pour leur niveau international. Il existe en France un circuit officiel de saut à la perche, le Perche Élite Tour, organisé par Jean-François Raffalli. En France, Renaud Lavillenie, champion d'Europe de saut à la perche à Barcelone, promeut la discipline par des opérations dites « hors stade » : il a récemment sauté au-dessus de la barre transversale des poteaux de rugby à XV à la mi-temps de Clermont-Saracens. Il est aussi devenu le parrain du marathon de Cognac, à la suite duquel il a effectué une démonstration sur élan réduit. En Russie et en Ukraine, malgré l'absence de Bubka qui se fait ressentir chez les hommes, le niveau reste élevé, et cette discipline est très enseignée. En Pologne, enfin, la relève de Władysław Kozakiewicz est assuré avec notamment la présence de trois finalistes aux championnats du monde de Daegu.

### Dans les fédérations mineures
Dans le monde, le saut à la perche reste un sport méconnu dont la promotion est difficile de par les conditions de sa pratique, notamment pour les pays pauvres. En effet, l'aire de saut est coûteuse et fragile (tapis plus poteaux). En France comme ailleurs, le transport des perches est très compliqué et le chargement n'est pas toujours fait avec douceur, en raison de la méconnaissance de cette discipline. Cependant, pour assurer une meilleure promotion, il faudrait donner les moyens à des clubs « pauvres » d'acheter des perches, un tapis et des poteaux et de pouvoir renouveler leur matériel lorsqu'il est usé. Les médias parlant plus des blessures que du sport en lui-même, de nombreux sauteurs de talents ne sont pas découverts. Le manque de coachs en est aussi responsable.

## Compléments